# Llista de topònims de Badalona
Llista de topònims (noms propis de lloc) del municipi de Badalona, al Barcelonès
Informació actualitzada per un bot. Els canvis manuals es perdran quan s'actualitzi!

## aqüeducte
| imatge | Nom                                            | Ubicat a | instància de   | Detalls                     | coordenades                                                       | Protecció                                  | Commons (més fotos)                            | Dades a WD                    |
| ------ | ---------------------------------------------- | -------- | -------------- | --------------------------- | ----------------------------------------------------------------- | ------------------------------------------ | ---------------------------------------------- | ----------------------------- |
|        | Aqüeducte de Ca l'Alemany                      | Badalona | aqüeducte pont | Estil: arquitectura popular | 41° 28′ 05″ N, 2° 13′ 29″ E / 41.468151°N,2.224836°E              | bé integrant del patrimoni cultural català | Aqüeducte de Ca l'Alemany                      | Modifica les dades a Wikidata |
|        | Aqüeducte de Can Ferrater                      | Badalona | aqüeducte pont | Estil: arquitectura popular | 41° 28′ 09″ N, 2° 14′ 00″ E / 41.469105555556°N,2.2333694444444°E | bé integrant del patrimoni cultural català | Aqüeducte de Can Ferrater                      | Modifica les dades a Wikidata |
|        | Aqüeducte de Sant Jeroni de l'Aigua de Dosrius | Badalona | aqüeducte pont | Estil: arquitectura popular | 41° 28′ 00″ N, 2° 13′ 28″ E / 41.466632°N,2.224372°E              | bé integrant del patrimoni cultural català | Aqüeducte de Sant Jeroni de l'Aigua de Dosrius | Modifica les dades a Wikidata |

## barri
| imatge | Nom                   | Ubicat a | instància de | Detalls                  | coordenades                                              | Protecció | Commons (més fotos)   | Dades a WD                    |
| ------ | --------------------- | -------- | ------------ | ------------------------ | -------------------------------------------------------- | --------- | --------------------- | ----------------------------- |
|        | Artigues              | Badalona | barri        |                          | 41° 26′ 01″ N, 2° 13′ 11″ E / 41.433603°N,2.219753°E     |           | Artigues (Badalona)   | Modifica les dades a Wikidata |
|        | Bonavista             | Badalona | barri        |                          |                                                          |           | Bonavista (Badalona)  | Modifica les dades a Wikidata |
|        | Can Claris            | Badalona | barri        | Anomenat per: Can Claris | 41° 26′ 31″ N, 2° 13′ 53″ E / 41.441983°N,2.231367°E     |           | Can Claris            | Modifica les dades a Wikidata |
|        | Canyadó               | Badalona | barri        | Superfície: 18.5ha       | 41° 27′ 30″ N, 2° 15′ 25″ E / 41.45833333°N,2.25694444°E |           | Canyadó               | Modifica les dades a Wikidata |
|        | Centre                | Badalona | barri        | 8265 hab                 | 41° 26′ 57″ N, 2° 14′ 54″ E / 41.44916667°N,2.24833333°E |           | Centre (Badalona)     | Modifica les dades a Wikidata |
|        | Coll i Pujol          | Badalona | barri        |                          | 41° 27′ 08″ N, 2° 14′ 17″ E / 41.45235278°N,2.237975°E   |           | Coll i Pujol          | Modifica les dades a Wikidata |
|        | Congrés               | Badalona | barri        |                          |                                                          |           | Congrés (Badalona)    | Modifica les dades a Wikidata |
|        | Dalt de la Vila       | Badalona | barri        |                          | 41° 27′ 06″ N, 2° 14′ 47″ E / 41.45178889°N,2.24648333°E |           | Dalt de la Vila       | Modifica les dades a Wikidata |
|        | Llefià                | Badalona | barri        |                          | 41° 26′ 22″ N, 2° 13′ 09″ E / 41.43956667°N,2.21904444°E |           | Llefià                | Modifica les dades a Wikidata |
|        | Lloreda               | Badalona | barri        |                          | 41° 27′ 01″ N, 2° 13′ 37″ E / 41.4502°N,2.22683°E        |           | Lloreda               | Modifica les dades a Wikidata |
|        | Manresà               | Badalona | barri        |                          | 41° 27′ 40″ N, 2° 16′ 04″ E / 41.46112222°N,2.26791389°E |           | Manresà (Badalona)    | Modifica les dades a Wikidata |
|        | Montigalà             | Badalona | barri        |                          | 41° 27′ 18″ N, 2° 13′ 53″ E / 41.4551°N,2.23133°E        |           | Montigalà             | Modifica les dades a Wikidata |
|        | Nova Lloreda          | Badalona | barri        |                          | 41° 26′ 59″ N, 2° 13′ 54″ E / 41.449811°N,2.231768°E     |           | Nova Lloreda          | Modifica les dades a Wikidata |
|        | Pomar                 | Badalona | barri        |                          |                                                          |           | Pomar (Badalona)      | Modifica les dades a Wikidata |
|        | Puigfred              | Badalona | barri        | Anomenat per: Puigfred   | 41° 27′ 17″ N, 2° 13′ 17″ E / 41.45468°N,2.22138°E       |           |                       | Modifica les dades a Wikidata |
|        | Sant Antoni de Llefià | Badalona | barri        |                          | 41° 26′ 27″ N, 2° 13′ 01″ E / 41.44071667°N,2.2169°E     |           | Sant Antoni de Llefià | Modifica les dades a Wikidata |
|        | Sant Joan de Llefià   | Badalona | barri        |                          | 41° 26′ 34″ N, 2° 13′ 15″ E / 41.4429°N,2.22097°E        |           | Sant Joan de Llefià   | Modifica les dades a Wikidata |
|        | Sant Mori de Llefià   | Badalona | barri        |                          | 41° 26′ 18″ N, 2° 13′ 21″ E / 41.4382°N,2.22239°E        |           | Sant Mori de Llefià   | Modifica les dades a Wikidata |
|        | Sant Roc              | Badalona | barri        |                          | 41° 26′ 05″ N, 2° 13′ 25″ E / 41.43485°N,2.223703°E      |           | Sant Roc (Badalona)   | Modifica les dades a Wikidata |
|        | Sistrells             | Badalona | barri        |                          | 41° 26′ 52″ N, 2° 13′ 43″ E / 41.4477°N,2.22872°E        |           | Sistrells             | Modifica les dades a Wikidata |
|        | el Progrés (Badalona) | Badalona | barri        |                          | 41° 26′ 39″ N, 2° 14′ 20″ E / 41.44416667°N,2.23888889°E |           | Progrés (Badalona)    | Modifica les dades a Wikidata |
|        | el Raval              | Badalona | barri        |                          | 41° 26′ 47″ N, 2° 14′ 15″ E / 41.446311°N,2.237606°E     |           | El Raval (Badalona)   | Modifica les dades a Wikidata |
|        | el Remei              | Badalona | barri        |                          | 41° 25′ 54″ N, 2° 13′ 39″ E / 41.431578°N,2.227478°E     |           |                       | Modifica les dades a Wikidata |
|        | la Mora               | Badalona | barri        |                          | 41° 26′ 03″ N, 2° 14′ 12″ E / 41.43403°N,2.23663°E       |           | La Mora (Badalona)    | Modifica les dades a Wikidata |
|        | la Pau                | Badalona | barri        |                          | 41° 26′ 27″ N, 2° 13′ 01″ E / 41.4407°N,2.2169°E         |           | La Pau                | Modifica les dades a Wikidata |
|        | la Salut              | Badalona | barri        |                          | 41° 26′ 36″ N, 2° 13′ 29″ E / 41.443225°N,2.22483889°E   |           | La Salut (Badalona)   | Modifica les dades a Wikidata |
|        | les Guixeres          | Badalona | barri        |                          | 41° 27′ 43″ N, 2° 15′ 24″ E / 41.462°N,2.25675°E         |           | Les Guixeres          | Modifica les dades a Wikidata |

## carrer
| imatge | Nom                               | Ubicat a                 | instància de | Detalls                                                     | coordenades                                                         | Protecció                   | Commons (més fotos)                | Dades a WD                    |
| ------ | --------------------------------- | ------------------------ | ------------ | ----------------------------------------------------------- | ------------------------------------------------------------------- | --------------------------- | ---------------------------------- | ----------------------------- |
|        | Rambla de Badalona                | Centre                   | carrer       | Arquitecte: Pere Falqués i Urpí Estil: arquitectura popular | 41° 26′ 55″ N, 2° 15′ 07″ E / 41.4485°N,2.25192°E ca:La Rambla      | bé cultural d'interès local | Rambla de Badalona                 | Modifica les dades a Wikidata |
|        | Rambla de Sant Joan               | Badalona                 | carrer       |                                                             | 41° 27′ 03″ N, 2° 13′ 59″ E / 41.450822°N,2.233116°E                |                             | Rambla de Sant Joan (Badalona)     | Modifica les dades a Wikidata |
|        | avinguda de Lloreda               | Badalona                 | carrer       |                                                             |                                                                     |                             |                                    | Modifica les dades a Wikidata |
|        | avinguda de Mònaco                | Badalona                 | carrer       |                                                             |                                                                     |                             |                                    | Modifica les dades a Wikidata |
|        | avinguda del Maresme              | Badalona                 | carrer       |                                                             |                                                                     |                             |                                    | Modifica les dades a Wikidata |
|        | avinguda del Marquès de Sant Morí | Badalona                 | carrer       |                                                             |                                                                     |                             |                                    | Modifica les dades a Wikidata |
|        | carrer Riera de Canyadó           | Badalona                 | carrer       |                                                             |                                                                     |                             |                                    | Modifica les dades a Wikidata |
|        | carrer d'Ausiàs March             | Badalona                 | carrer       |                                                             |                                                                     |                             |                                    | Modifica les dades a Wikidata |
|        | carrer d'Eduard Maristany         | Badalona                 | carrer       |                                                             | 41° 26′ 35″ N, 2° 14′ 48″ E / 41.443104°N,2.246595°E                |                             | Carrer d'Eduard Maristany          | Modifica les dades a Wikidata |
|        | carrer d'Àgueda Mompel            | Badalona                 | carrer       |                                                             | 41° 27′ 02″ N, 2° 14′ 15″ E / 41.450544°N,2.2376°E                  |                             |                                    | Modifica les dades a Wikidata |
|        | carrer de Francesc Layret         | Badalona                 | carrer       |                                                             | 41° 27′ 02″ N, 2° 14′ 53″ E / 41.450588°N,2.248032°E                |                             | Carrer de Francesc Layret          | Modifica les dades a Wikidata |
|        | carrer de Mar                     | Badalona                 | carrer       |                                                             | 41° 26′ 55″ N, 2° 14′ 56″ E / 41.448517°N,2.248942°E ca:Mar         |                             | Carrer del Mar (Badalona)          | Modifica les dades a Wikidata |
|        | carrer de Molí de la Torre        | Badalona                 | carrer       |                                                             |                                                                     |                             |                                    | Modifica les dades a Wikidata |
|        | carrer de Niça                    | Badalona                 | carrer       |                                                             |                                                                     |                             |                                    | Modifica les dades a Wikidata |
|        | carrer de Pujol                   | Badalona                 | carrer       | Estil: arquitectura popular                                 | 41° 27′ 14″ N, 2° 14′ 47″ E / 41.453969°N,2.246522°E                | bé cultural d'interès local | Carrer de Pujol (Badalona)         | Modifica les dades a Wikidata |
|        | carrer de Sagunt                  | Badalona                 | carrer       |                                                             |                                                                     |                             |                                    | Modifica les dades a Wikidata |
|        | carrer de Sant Anastasi           | Badalona                 | carrer       |                                                             | 41° 27′ 02″ N, 2° 14′ 49″ E / 41.450523°N,2.246964°E                |                             | Carrer de Sant Anastasi (Badalona) | Modifica les dades a Wikidata |
|        | carrer de la Costa                | Dalt de la Vila Badalona | carrer       |                                                             | 41° 27′ 06″ N, 2° 14′ 48″ E / 41.451587°N,2.246618°E                |                             | Carrer de la Costa (Badalona)      | Modifica les dades a Wikidata |
|        | carrer del Temple                 | Badalona                 | carrer       |                                                             | 41° 27′ 05″ N, 2° 14′ 52″ E / 41.45139821416995°N,2.2477513858818°E |                             |                                    | Modifica les dades a Wikidata |
|        | carretera Antiga de València      | Badalona                 | carrer       |                                                             |                                                                     |                             |                                    | Modifica les dades a Wikidata |
|        | passatge dels Encants             | Badalona                 | carrer       |                                                             |                                                                     |                             |                                    | Modifica les dades a Wikidata |

## casa
| imatge | Nom                                           | Ubicat a | instància de             | Detalls                                                                                            | coordenades | Protecció                                            | Commons (més fotos)                           | Dades a WD                    |
| ------ | --------------------------------------------- | -------- | ------------------------ | -------------------------------------------------------------------------------------------------- | --- | ---------------------------------------------------- | --------------------------------------------- | ----------------------------- |
|        | Ca l'Anglasell                                | Badalona | casa                     | Estat: enderrocat o destruït                                                                       | 41° 26′ 37″ N, 2° 13′ 36″ E / 41.443515°N,2.226689°E                                                                           |                                                      |                                               | Modifica les dades a Wikidata |
|        | Ca l'Escanya-ralets                           | Badalona | casa                     | Arquitecte: Joan Baptista Pons i Trabal Estil: arquitectura eclèctica                              | 41° 26′ 51″ N, 2° 15′ 02″ E / 41.44747°N,2.2505°E ca:Rambla, 5                                                                 | bé cultural d'interès local                          | Ca l'Escanyaralets                            | Modifica les dades a Wikidata |
|        | Cal Matalasser                                | Badalona | casa hipogeu             | Estil: arquitectura gòtica arquitectura romana 15th century                                        | 41° 27′ 09″ N, 2° 14′ 44″ E / 41.4525°N,2.24544°E ca:Dalt, 29                                                                  | bé cultural d'interès local                          | Cal Matalasser                                | Modifica les dades a Wikidata |
|        | Can Busquets                                  | Badalona | casa                     | Arquitecte: Àureo Bis Mas de Xaxars Estil: arquitectura modernista historicisme arquitectònic 1901 | 41° 27′ 15″ N, 2° 14′ 43″ E / 41.454106°N,2.245386°E ca:Carrer St. Felip i de Rosés, 41-43                                     | bé cultural d'interès local                          | Can Busquets (Badalona)                       | Modifica les dades a Wikidata |
|        | Can Casas                                     | Badalona | casa                     | Arquitecte: Salvador Soteras i Taberner Estil: arquitectura popular 20th century                   | 41° 27′ 05″ N, 2° 14′ 40″ E / 41.451346°N,2.244555°E ca:Av. Martí Pujol, 218 18 msnm                                           | bé cultural d'interès local                          | Can Casas (Badalona)                          | Modifica les dades a Wikidata |
|        | Can Pi i Gibert                               | Badalona | casa                     | | 41° 27′ 12″ N, 2° 14′ 35″ E / 41.453238°N,2.24308°E ca:Avinguda de Martí Pujol, 301                                            |                                                      |                                               | Modifica les dades a Wikidata |
|        | Casa Agustí                                   | Badalona | casa                     | Arquitecte: Lluís Domènech i Montaner Estil: modernisme català arquitectura modernista             | 41° 26′ 42″ N, 2° 14′ 23″ E / 41.445°N,2.23972222°E ca:Plaça Pep Ventura, 33-35                                                | bé cultural d'interès local                          | Casa Agustí                                   | Modifica les dades a Wikidata |
|        | Casa Andreu Clarós i Creixell                 | Badalona | casa                     | Arquitecte: Joan Amigó i Barriga Estil: modernisme català arquitectura modernista 1905             | 41° 26′ 55″ N, 2° 14′ 54″ E / 41.448616°N,2.248266°E ca:Carrer de la Pietat, 12                                                | bé cultural d'interès local                          | Casa Andreu Clarós i Creixell                 | Modifica les dades a Wikidata |
|        | Casa Cascante                                 | Badalona | casa                     | Arquitecte: Àureo Bis Mas de Xaxars Estil: modernisme català historicisme arquitectònic            | 41° 27′ 03″ N, 2° 15′ 05″ E / 41.4508°N,2.25145°E ca:Canonge Baranera                                                          | bé cultural d'interès local                          | Casa Cascante                                 | Modifica les dades a Wikidata |
|        | Casa Empar                                    | Badalona | casa                     | Arquitecte: Joan Padrós i Fornaguera Estil: noucentisme                                            | 41° 27′ 12″ N, 2° 15′ 03″ E / 41.453364°N,2.250894°E                                                                           | bé cultural d'interès local                          | Casa Empar                                    | Modifica les dades a Wikidata |
|        | Casa Enric Mir i Carreras                     | Badalona | casa                     | Arquitecte: Joan Amigó i Barriga Estil: modernisme català                                          | 41° 26′ 49″ N, 2° 14′ 52″ E / 41.446956°N,2.247667°E ca:Av. Martí i Pujol, 45-47                                               | bé cultural d'interès local                          | Casa Enric Mir i Carreras                     | Modifica les dades a Wikidata |
|        | Casa Francesc Prat i Bosch                    | Badalona | casa                     | Arquitecte: Joan Amigó i Barriga Estil: arquitectura modernista noucentisme 1920s                  | 41° 26′ 58″ N, 2° 14′ 52″ E / 41.449498°N,2.247886°E 41° 26′ 58″ N, 2° 14′ 52″ E / 41.449577°N,2.247874°E ca:Carrer de Mar, 15 | bé cultural d'interès local                          | Casa Francesc Prat i Bosch                    | Modifica les dades a Wikidata |
|        | Casa Fèlix Gallent                            | Badalona | casa                     | Arquitecte: Joan Amigó i Barriga Estil: noucentisme modernisme català 20th century                 | 41° 27′ 06″ N, 2° 14′ 50″ E / 41.451685°N,2.247122°E ca:C. del Temple, 27 - Via Augusta 11 msnm                                | bé cultural d'interès local                          | Casa Fèlix Gallent                            | Modifica les dades a Wikidata |
|        | Casa Jaume Botey                              | Badalona | casa                     | Arquitecte: Joan Amigó i Barriga Estil: modernisme català 1916                                     | 41° 27′ 05″ N, 2° 14′ 46″ E / 41.451261°N,2.245995°E ca:Gaietà Soler, 1 i Pl. Pau Casals,1                                     | bé cultural d'interès local                          | Casa Jaume Botey                              | Modifica les dades a Wikidata |
|        | Casa Matamala                                 | Badalona | casa                     | Arquitecte: Joan Amigó i Barriga Estil: modernisme català arquitectura modernista                  | 41° 26′ 57″ N, 2° 15′ 07″ E / 41.449089°N,2.252073°E ca:Santa Madrona, 28                                                      | bé cultural d'interès local                          | Casa Matamala (Badalona)                      | Modifica les dades a Wikidata |
|        | Casa Miquel Badia                             | Badalona | casa                     | Arquitecte: Joan Amigó i Barriga Estil: modernisme català arquitectura modernista 1907             | 41° 26′ 53″ N, 2° 14′ 59″ E / 41.448114°N,2.249586°E ca:carrer de Sant Pere, 4                                                 | bé cultural d'interès local                          | Casa Miquel Badia                             | Modifica les dades a Wikidata |
|        | Casa Pere Busquets                            | Badalona | casa                     | Arquitecte: Joan Amigó i Barriga Estil: modernisme català arquitectura modernista                  | 41° 27′ 05″ N, 2° 14′ 51″ E / 41.451455°N,2.247395°E ca:Temple, 25                                                             | bé cultural d'interès local                          | Casa Pere Busquets                            | Modifica les dades a Wikidata |
|        | Casa Pere Tejedor                             | Badalona | casa                     | Arquitecte: Jaume Botey i Garriga Estil: arquitectura modernista 1919                              | 41° 26′ 49″ N, 2° 15′ 01″ E / 41.447075°N,2.250265°E ca:Carrer de Sant Joaquim, 6                                              |                                                      |                                               | Modifica les dades a Wikidata |
|        | Casa Rafael Gafarel·lo                        | Badalona | casa                     | Arquitecte: Joan Amigó i Barriga Estil: modernisme català arquitectura modernista                  | 41° 26′ 48″ N, 2° 14′ 47″ E / 41.446707°N,2.246268°E ca:Enric Borràs, 18                                                       | bé cultural d'interès local                          | Casa Rafael Gafarel·lo                        | Modifica les dades a Wikidata |
|        | Casa Santiago Domènech i Montserrat Planas    | Badalona | casa                     | Arquitecte: Joan Amigó i Barriga Estil: modernisme català arquitectura modernista                  | 41° 27′ 03″ N, 2° 14′ 42″ E / 41.450731°N,2.244946°E                                                                           | bé cultural d'interès local                          | Casa Santiago Domènech i Montserrat Planas    | Modifica les dades a Wikidata |
|        | Casa i taller Joan Tolrà                      | Badalona | casa                     | Arquitecte: Joan Amigó i Barriga Estil: modernisme català arquitectura modernista                  | 41° 26′ 48″ N, 2° 14′ 48″ E / 41.446692°N,2.246545°E ca:Enric Borràs, 19                                                       | bé cultural d'interès local                          | Casa Joan Tolrà                               | Modifica les dades a Wikidata |
|        | Castell de Ca l'Arnús                         | Badalona | casa                     | Arquitecte: Salvador Vinyals i Sabaté Estil: arquitectura eclèctica                                | 41° 27′ 25″ N, 2° 15′ 14″ E / 41.4569°N,2.25383°E ca:Interior del Parc de Can Solei i Ca l’Arnús                               | bé cultural d'interès local                          | Castell de Ca l'Arnús                         | Modifica les dades a Wikidata |
|        | Torre Arnús                                   | Badalona | casa                     | Arquitecte: Josep Oriol Mestres i Esplugas 1859                                                    | |                                                      | Torre Arnús                                   | Modifica les dades a Wikidata |
|        | Torre Mena                                    | Badalona | casa                     | Estil: arquitectura eclèctica                                                                      | 41° 26′ 17″ N, 2° 13′ 08″ E / 41.438°N,2.219°E ca:Plaça de Trafalgar                                                           | bé cultural d'interès local                          | Torre Mena                                    | Modifica les dades a Wikidata |
|        | casa Enric Pavillard                          | Badalona | casa edifici residencial | Arquitecte: Joan Amigó i Barriga Estil: modernisme català arquitectura modernista 1906             | 41° 26′ 48″ N, 2° 14′ 53″ E / 41.44660949707031°N,2.2481470108032227°E ca:Av. Martí i Pujol, 23                                | bé d'interès cultural bé cultural d'interès nacional | Casa Enric Pavillard                          | Modifica les dades a Wikidata |
|        | casa Lluís Paquín                             | Badalona | casa                     | Arquitecte: Joan Amigó i Barriga Estil: modernisme català 20th century                             | 41° 26′ 48″ N, 2° 14′ 47″ E / 41.446655°N,2.246457°E ca:C. Enric Borràs, 27 5 msnm                                             | bé cultural d'interès local                          | Casa Lluís Paquín                             | Modifica les dades a Wikidata |
|        | casa Pau Rodon                                | Badalona | casa                     | Arquitecte: Joan Amigó i Barriga Estil: modernisme català                                          | 41° 27′ 01″ N, 2° 14′ 39″ E / 41.450187°N,2.244204°E ca:Museu, 18                                                              | bé cultural d'interès local                          | Casa Pau Rodon                                | Modifica les dades a Wikidata |
|        | casa Planas                                   | Badalona | casa                     | Arquitecte: Joan Amigó i Barriga Estil: arquitectura modernista                                    | 41° 27′ 08″ N, 2° 14′ 45″ E / 41.452086°N,2.24582°E                                                                            | bé cultural d'interès local                          | Casa Planas                                   | Modifica les dades a Wikidata |
|        | casa dels mestres de les Escoles Ventós i Mir | Badalona | casa                     | Arquitecte: Josep Fradera i Botey Estil: noucentisme 1925                                          | 41° 26′ 41″ N, 2° 14′ 46″ E / 41.444623°N,2.246023°E ca:C. Mossèn Anton, 78-80 5 msnm                                          | bé cultural d'interès local                          | Casa dels mestres de les Escoles Ventós i Mir | Modifica les dades a Wikidata |
|        | conjunt de cases de la Riera d'en Folch       | Badalona | casa                     | Arquitecte: Josep Maria Ribas i Casas Estil: noucentisme                                           | 41° 26′ 50″ N, 2° 14′ 53″ E / 41.4471°N,2.24804°E                                                                              | bé cultural d'interès local                          | Conjunt de cases de la Riera d'en Folch       | Modifica les dades a Wikidata |
|        | sabateria Gubern                              | Badalona | casa                     | | 41° 26′ 56″ N, 2° 14′ 54″ E / 41.448905°N,2.248362°E                                                                           | bé integrant del patrimoni cultural català           | Sabateria Gubern                              | Modifica les dades a Wikidata |

## casa forta
| imatge | Nom          | Ubicat a | instància de | Detalls                                                               | coordenades                                                                  | Protecció                                            | Commons (més fotos)      | Dades a WD                    |
| ------ | ------------ | -------- | ------------ | --------------------------------------------------------------------- | ---------------------------------------------------------------------------- | ---------------------------------------------------- | ------------------------ | ----------------------------- |
|        | Torre Codina | Canyet   | casa forta   | Arquitecte: Josep Maria Jujol i Gibert Estil: arquitectura modernista | 41° 28′ 25″ N, 2° 14′ 05″ E / 41.4736°N,2.2348°E ca:Crtra. de Canyet, km 2,8 | bé cultural d'interès local                          | Torre Codina             | Modifica les dades a Wikidata |
|        | torre Vella  | Badalona | casa forta   | Estil: historicisme arquitectònic                                     | 41° 27′ 10″ N, 2° 14′ 48″ E / 41.4527°N,2.24672°E ca:Plaça de Barberà, 13    | bé d'interès cultural bé cultural d'interès nacional | La Torre Vella, Badalona | Modifica les dades a Wikidata |

## cementiri
| imatge | Nom                      | Ubicat a | instància de | Detalls                                | coordenades                                                                     | Protecció                   | Commons (més fotos)      | Dades a WD                    |
| ------ | ------------------------ | -------- | ------------ | -------------------------------------- | ------------------------------------------------------------------------------- | --------------------------- | ------------------------ | ----------------------------- |
|        | cementiri de Sant Pere   | Badalona | cementiri    | Arquitecte: Josep Fradera i Botey 1927 | 41° 28′ 11″ N, 2° 15′ 28″ E / 41.46985°N,2.257848°E ca:Camí dels Xiprers        |                             |                          | Modifica les dades a Wikidata |
|        | cementiri del Sant Crist | Badalona | cementiri    |                                        | 41° 27′ 20″ N, 2° 14′ 58″ E / 41.455487°N,2.249478°E ca:Riera de Matamoros, s/n | bé cultural d'interès local | Cementiri del Sant Crist | Modifica les dades a Wikidata |

## curs d'aigua
| imatge | Nom                         | Ubicat a                          | instància de         | Detalls                                                                       | coordenades                                                                                               | Protecció | Commons (més fotos)     | Dades a WD                    |
| ------ | --------------------------- | --------------------------------- | -------------------- | ----------------------------------------------------------------------------- | --- | --------- | ----------------------- | ----------------------------- |
|        | Riera de Montalegre         | Badalona                          | curs d'aigua torrent | Desemboca: riera de Canyadó Anomenat per: Cartoixa de Montalegre              | |           |                         | Modifica les dades a Wikidata |
|        | Riera de Pomar              | Badalona                          | curs d'aigua torrent | Desemboca: riera de Canyadó Anomenat per: Pomar de Dalt                       | |           |                         | Modifica les dades a Wikidata |
|        | Rierot de la Plana del Corb | Badalona                          | curs d'aigua         | Desemboca: mar Mediterrània Llarg: 500m Anomenat per: plaça de la Plana       | |           |                         | Modifica les dades a Wikidata |
|        | Torrent Fondo de Sistrells  | Badalona Santa Coloma de Gramenet | curs d'aigua         | Desemboca: Besòs                                                              | |           |                         | Modifica les dades a Wikidata |
|        | Torrent Pregon              | Badalona                          | curs d'aigua         | Desemboca: mar Mediterrània Llarg: 5km                                        | 105 msnm                                                                                                  |           |                         | Modifica les dades a Wikidata |
|        | riera d'en Matamoros        | Badalona                          | curs d'aigua         | Desemboca: mar Mediterrània Llarg: 2km                                        | 41° 27′ 40″ N, 2° 14′ 42″ E / 41.461099°N,2.245109°E                                                      |           | Riera d'en Matamoros    | Modifica les dades a Wikidata |
|        | riera de Canyadó            | Badalona                          | curs d'aigua         | Desemboca: mar Mediterrània Llarg: 1km Anomenat per: Can Canyadó              | 41° 27′ 41″ N, 2° 14′ 59″ E / 41.461457°N,2.249847°E                                                      |           | Riera de Canyadó        | Modifica les dades a Wikidata |
|        | riera de Sant Jeroni        | Badalona                          | curs d'aigua         | Desemboca: mar Mediterrània Llarg: 4km Anomenat per: Sant Jeroni de la Murtra | |           |                         | Modifica les dades a Wikidata |
|        | torrent d'en Valls          | Badalona                          | curs d'aigua         | Desemboca: mar Mediterrània                                                   | |           |                         | Modifica les dades a Wikidata |
|        | torrent de Can Masacs       | Badalona                          | curs d'aigua         | Desemboca: mar Mediterrània Llarg: 2.5km                                      | |           |                         | Modifica les dades a Wikidata |
|        | torrent de Can Solei        | Badalona                          | curs d'aigua         | Desemboca: mar Mediterrània                                                   | |           |                         | Modifica les dades a Wikidata |
|        | torrent de Vallençana       | Montcada i Reixac Badalona        | curs d'aigua         | Desemboca: Besòs Llarg: 3.2km                                                 | 41° 28′ 49″ N, 2° 13′ 22″ E / 41.480194°N,2.222911°E 41° 28′ 39″ N, 2° 11′ 26″ E / 41.477478°N,2.190592°E |           | Torrent de Vallençana   | Modifica les dades a Wikidata |
|        | torrent de Vallmajor        | Badalona                          | curs d'aigua         | Desemboca: mar Mediterrània Llarg: 1.5km                                      | |           |                         | Modifica les dades a Wikidata |
|        | torrent de la Batllòria     | Badalona                          | curs d'aigua         | Desemboca: riera de Sant Jeroni Llarg: 1.5km                                  | 41° 26′ 59″ N, 2° 14′ 24″ E / 41.449836°N,2.240133°E                                                      |           | Torrent de la Batllòria | Modifica les dades a Wikidata |

## districte municipal
| imatge | Nom         | Ubicat a | instància de        | Detalls | coordenades                                                            | Protecció | Commons (més fotos)  | Dades a WD                    |
| ------ | ----------- | -------- | ------------------- | ------- | ---------------------------------------------------------------------- | --------- | -------------------- | ----------------------------- |
|        | Districte 1 | Badalona | districte municipal |         | 41° 26′ 38″ N, 2° 14′ 45″ E / 41.443763217282125°N,2.24596889252898°E  |           | District 1, Badalona | Modifica les dades a Wikidata |
|        | Districte 2 | Badalona | districte municipal |         | 41° 27′ 22″ N, 2° 14′ 04″ E / 41.45612002287703°N,2.234524082179231°E  |           | District 2, Badalona | Modifica les dades a Wikidata |
|        | Districte 3 | Badalona | districte municipal |         | 41° 28′ 08″ N, 2° 14′ 28″ E / 41.468882846586126°N,2.241200221504673°E |           | District 3, Badalona | Modifica les dades a Wikidata |
|        | Districte 4 | Badalona | districte municipal |         | 41° 26′ 29″ N, 2° 13′ 16″ E / 41.44131200096004°N,2.2211718034751833°E |           | District 4, Badalona | Modifica les dades a Wikidata |
|        | Districte 5 | Badalona | districte municipal |         | 41° 26′ 16″ N, 2° 14′ 12″ E / 41.43773714446838°N,2.2365677983504417°E |           | District 5, Badalona | Modifica les dades a Wikidata |
|        | Districte 6 | Badalona | districte municipal |         | 41° 26′ 03″ N, 2° 13′ 34″ E / 41.43416209106306°N,2.2260767221965048°E |           | District 6, Badalona | Modifica les dades a Wikidata |

## edifici
| imatge | Nom                                     | Ubicat a | instància de | Detalls                                                                                        | coordenades                                                                                    | Protecció                                  | Commons (més fotos)                    | Dades a WD                    |
| ------ | --------------------------------------- | -------- | ------------ | ---------------------------------------------------------------------------------------------- | ---------------------------------------------------------------------------------------------- | ------------------------------------------ | -------------------------------------- | ----------------------------- |
|        | Can Frias                               | Badalona | edifici      | 1869                                                                                           | 41° 27′ 08″ N, 2° 14′ 47″ E / 41.45233365012698°N,2.246402233687408°E ca:Plaça de Barberà, 1-2 |                                            |                                        | Modifica les dades a Wikidata |
|        | Cinema Picarol                          | Badalona | edifici      | 1911-09-24                                                                                     | 41° 27′ 00″ N, 2° 14′ 54″ E / 41.44990939720282°N,2.2482844377752484°E ca:Plaça de la Vila     |                                            |                                        | Modifica les dades a Wikidata |
|        | Cor de Marina                           | Badalona | edifici      | Arquitecte: Joan Baptista Pons i Trabal Joan Padrós i Fornaguera Estil: arquitectura eclèctica | 41° 26′ 51″ N, 2° 15′ 03″ E / 41.447623°N,2.250749°E ca:Rambla, 11 / Santa Teresa, 22          | bé cultural d'interès local                | Cor de Marina                          | Modifica les dades a Wikidata |
|        | Escola del Treball                      | Badalona | edifici      | Arquitecte: Adolf Ruiz i Casamitjana Estil: noucentisme                                        | 41° 27′ 05″ N, 2° 14′ 56″ E / 41.4515°N,2.24882°E                                              | bé cultural d'interès local                | Escola del Treball (Badalona)          | Modifica les dades a Wikidata |
|        | Farmàcia Serentill                      | Badalona | edifici      | Arquitecte: Joan Amigó i Barriga Estil: arquitectura modernista 1924                           | 41° 26′ 58″ N, 2° 14′ 53″ E / 41.4494°N,2.24798°E ca:C. del Mar, 23                            | bé cultural d'interès local                | Farmàcia Serentill                     | Modifica les dades a Wikidata |
|        | Fàbrica Giró Hnos. de productes tèxtils | Badalona | edifici      |                                                                                                | 41° 27′ 32″ N, 2° 15′ 29″ E / 41.458978°N,2.258114°E                                           | bé integrant del patrimoni cultural català | Fàbrica Giró Hnos.                     | Modifica les dades a Wikidata |
|        | antiga Ferreteria Badalonesa            | Badalona | edifici      |                                                                                                | 41° 26′ 57″ N, 2° 14′ 53″ E / 41.4491°N,2.24815°E                                              | bé cultural d'interès local                | Antiga Ferreteria Badalonesa           | Modifica les dades a Wikidata |
|        | casa Antoni Lleal                       | Badalona | edifici      | Arquitecte: Joan Amigó i Barriga Estil: modernisme català arquitectura modernista 1920s        | 41° 26′ 46″ N, 2° 14′ 26″ E / 41.446181°N,2.240468°E ca:Gran Via de les Corts Catalanes, 80-90 | bé cultural d'interès local                | Casa Antoni Lleal                      | Modifica les dades a Wikidata |
|        | escorxador municipal de Badalona        | Badalona | edifici      | Arquitecte: Josep Fradera i Botey Estil: noucentisme arquitectura modernista 1920s             | 41° 26′ 34″ N, 2° 13′ 40″ E / 41.4427°N,2.22774°E ca:Carrer Arquitecte Fradera, 2-6            | bé cultural d'interès local                | Antic escorxador municipal de Badalona | Modifica les dades a Wikidata |

## edifici administratiu
| imatge | Nom                                      | Ubicat a | instància de          | Detalls | coordenades | Protecció | Commons (més fotos)                             | Dades a WD                    |
| ------ | ---------------------------------------- | -------- | --------------------- | ------- | --- | --------- | ----------------------------------------------- | ----------------------------- |
|        | Badalona Centre Internacional de Negocis | Badalona | edifici administratiu |         | 41° 27′ 41″ N, 2° 15′ 27″ E / 41.46150588989258°N,2.257390022277832°E ca:Polígon Les Guixeres. Marcus Porcius, 1 |           | Badalona Centre Internacional de Negocis (BCIN) | Modifica les dades a Wikidata |
|        | Jutjats de Badalona                      | Badalona | edifici administratiu |         | 41° 27′ 13″ N, 2° 14′ 59″ E / 41.45352935791016°N,2.24965500831604°E ca:Prim, 40                                 |           |                                                 | Modifica les dades a Wikidata |

## edifici escolar
| imatge | Nom                        | Ubicat a | instància de            | Detalls                                                                                 | coordenades                                                                   | Protecció                   | Commons (més fotos)                | Dades a WD                    |
| ------ | -------------------------- | -------- | ----------------------- | --------------------------------------------------------------------------------------- | ----------------------------------------------------------------------------- | --------------------------- | ---------------------------------- | ----------------------------- |
|        | Col·legi del Sagrat Cor    | Badalona | edifici escolar edifici | Arquitecte: Joan Amigó i Barriga Estil: modernisme català arquitectura modernista 1900s | 41° 27′ 05″ N, 2° 14′ 52″ E / 41.4513°N,2.24769°E ca:Carrer del Temple, 15-19 | bé cultural d'interès local | Col·legi del Sagrat Cor (Badalona) | Modifica les dades a Wikidata |
|        | Escola Gitanjali           | Badalona | edifici escolar         | Arquitecte: Joan Amigó i Barriga Estil: modernisme català arquitectura modernista       | 41° 26′ 49″ N, 2° 14′ 52″ E / 41.446836°N,2.2478°E                            | bé cultural d'interès local | Escola Gitanjali                   | Modifica les dades a Wikidata |
|        | Grup escolar Ventós Mir    | Badalona | edifici escolar         | Arquitecte: Adolf Ruiz i Casamitjana Estil: noucentisme                                 | 41° 26′ 42″ N, 2° 14′ 45″ E / 41.44493°N,2.245716°E ca:Passatge Ventós i Mir  | bé cultural d'interès local | Grup escolar Ventós Mir            | Modifica les dades a Wikidata |
|        | Institut Baetulo           | Badalona | edifici escolar         |                                                                                         |                                                                               |                             |                                    | Modifica les dades a Wikidata |
|        | Institut Pau Casals        | Badalona | edifici escolar         | Anomenat per: Pau Casals i Defilló                                                      | 41° 27′ 00″ N, 2° 13′ 31″ E / 41.44997222222222°N,2.22525°E                   |                             |                                    | Modifica les dades a Wikidata |
|        | antiga escola Lola Anglada | Badalona | edifici escolar         | Arquitecte: Adolf Ruiz i Casamitjana Estil: noucentisme                                 | 41° 27′ 24″ N, 2° 15′ 23″ E / 41.4568°N,2.256434°E ca:Riera Canyadó, 53       | bé cultural d'interès local | Escola Lola Anglada                | Modifica les dades a Wikidata |
|        | col·legi de Sant Andreu    | Badalona | edifici escolar         | Arquitecte: Francesc Rogent i Pedrosa Estil: historicisme arquitectònic Neoromànic 1894 | 41° 26′ 56″ N, 2° 14′ 47″ E / 41.4489°N,2.24642°E ca:Arnús, 16-18             | bé cultural d'interès local | Col·legi de Sant Andreu            | Modifica les dades a Wikidata |

## edifici industrial
| imatge | Nom                   | Ubicat a | instància de                | Detalls                                                         | coordenades | Protecció                                  | Commons (més fotos)           | Dades a WD                    |
| ------ | --------------------- | -------- | --------------------------- | --------------------------------------------------------------- | --- | ------------------------------------------ | ----------------------------- | ----------------------------- |
|        | Can Casacuberta       | Badalona | edifici industrial          | Arquitecte: Joan Amigó i Barriga Estil: modernisme català       | 41° 26′ 45″ N, 2° 14′ 47″ E / 41.44589614868164°N,2.2463231086730957°E ca:Dos de Maig, 27 / Colom               | bé cultural d'interès local                | Can Casacuberta               | Modifica les dades a Wikidata |
|        | Can Gusi              | Bufalà   | edifici industrial Ús: asil | Estil: arquitectura modernista 19th century                     | 41° 27′ 44″ N, 2° 14′ 20″ E / 41.462247°N,2.238885°E ca:Av. Martí i Pujol, 654 56 msnm                          | bé cultural d'interès local                | Asil Roca i Pi                | Modifica les dades a Wikidata |
|        | Corderia Ribó         | Badalona | edifici industrial          | Estil: modernisme català                                        | 41° 27′ 24″ N, 2° 15′ 39″ E / 41.45663833618164°N,2.2609329223632813°E ca:Pomar de Baix, 4                      |                                            |                               | Modifica les dades a Wikidata |
|        | Fàbrica CACI          | Badalona | edifici industrial          |                                                                 | 41° 26′ 21″ N, 2° 14′ 36″ E / 41.43902969360352°N,2.243320941925049°E ca:Av. Eduard Maristany, 183-191          |                                            | Fàbrica CACI                  | Modifica les dades a Wikidata |
|        | Fàbrica G. de Andreis | Badalona | edifici industrial          | Arquitecte: Joan Amigó i Barriga Estil: modernisme català 1900s | 41° 26′ 35″ N, 2° 14′ 42″ E / 41.442941°N,2.244882°E ca:Indústria, 71-77, Sagunt, 11 i Eduard Maristany, 98-100 | bé cultural d'interès local                | Fàbrica G. de Andreis         | Modifica les dades a Wikidata |
|        | Tallers i magatzem    | Badalona | edifici industrial          |                                                                 | 41° 27′ 31″ N, 2° 15′ 22″ E / 41.45867°N,2.256014°E                                                             | bé integrant del patrimoni cultural català | Tallers i magatzem (Badalona) | Modifica les dades a Wikidata |
|        | fàbrica Piher         | Badalona | edifici industrial          |                                                                 | 41° 27′ 30″ N, 2° 15′ 15″ E / 41.458455°N,2.254281°E ca:Riera Canyadó - Occitània                               | bé integrant del patrimoni cultural català | Fàbrica Piher                 | Modifica les dades a Wikidata |

## edifici residencial
| imatge | Nom                        | Ubicat a | instància de                            | Detalls                  | coordenades                                                                                 | Protecció                                  | Commons (més fotos)        | Dades a WD                    |
| ------ | -------------------------- | -------- | --------------------------------------- | ------------------------ | ------------------------------------------------------------------------------------------- | ------------------------------------------ | -------------------------- | ----------------------------- |
|        | Casa Carles Costa Borràs   | Badalona | edifici residencial                     | Estil: modernisme català | 41° 26′ 51″ N, 2° 15′ 03″ E / 41.44762420654297°N,2.2507810592651367°E ca:Rambla, 13        |                                            |                            | Modifica les dades a Wikidata |
|        | Casa Josep Bonet Umbert    | Badalona | edifici residencial                     | Estil: modernisme català | 41° 26′ 57″ N, 2° 14′ 58″ E / 41.44908905029297°N,2.24954605102539°E ca:Canonge Baranera, 2 |                                            |                            | Modifica les dades a Wikidata |
|        | Casa Manuel Gispert        | Badalona | edifici residencial                     | Estil: modernisme català | 41° 26′ 52″ N, 2° 15′ 03″ E / 41.447723388671875°N,2.2508480548858643°E ca:Rambla, 14       |                                            |                            | Modifica les dades a Wikidata |
|        | Escola del Mar             | Badalona | edifici residencial Ús: edifici escolar | Estil: noucentisme       | 41° 26′ 55″ N, 2° 15′ 07″ E / 41.4487419128418°N,2.251818895339966°E ca:Rambla, 37          |                                            | Escola del Mar (Badalona)  | Modifica les dades a Wikidata |
|        | edifici d'apartaments Gama | Badalona | edifici residencial                     |                          | 41° 27′ 12″ N, 2° 14′ 52″ E / 41.453298°N,2.247786°E                                        | bé integrant del patrimoni cultural català | Edifici d'apartaments Gama | Modifica les dades a Wikidata |

## església
| imatge | Nom                                                  | Ubicat a | instància de              | Detalls                                                                    | coordenades | Protecció                                  | Commons (més fotos)                          | Dades a WD                    |
| ------ | ---------------------------------------------------- | -------- | ------------------------- | -------------------------------------------------------------------------- | --- | ------------------------------------------ | -------------------------------------------- | ----------------------------- |
|        | Convent de la Divina Providència                     | Badalona | església                  | Estil: neoclassicisme                                                      | 41° 26′ 52″ N, 2° 14′ 51″ E / 41.4477°N,2.24749°E ca:Arnús, 64                                                               | bé integrant del patrimoni cultural català | Convent of Divina Providència, Badalona      | Modifica les dades a Wikidata |
|        | Convent i església dels Pares Carmelites de Badalona | Badalona | església                  | Arquitecte: Enric Sagnier i Villavecchia Estil: historicisme arquitectònic | 41° 26′ 58″ N, 2° 14′ 57″ E / 41.449476°N,2.24914°E ca:Sant Miquel, 44                                                       | bé integrant del patrimoni cultural català | Church of Nostra Senyora del Carme, Badalona | Modifica les dades a Wikidata |
|        | Ermita de Sant Climent                               | Badalona | església ermita           | Estil: arquitectura popular 17th century                                   | 41° 28′ 13″ N, 2° 12′ 50″ E / 41.47028°N,2.213772°E ca:Serrat de les Ermites 262 msnm                                        | bé integrant del patrimoni cultural català | Ermita de Sant Climent (Montcada i Reixac)   | Modifica les dades a Wikidata |
|        | Ermita de la Miranda                                 | Badalona | església ermita           |                                                                            | 41° 28′ 06″ N, 2° 13′ 11″ E / 41.468393°N,2.219818°E                                                                         |                                            | Ermita de la Miranda                         | Modifica les dades a Wikidata |
|        | Mare de Déu de Montserrat                            | Badalona | església                  | Arquitecte: Jordi Bonet i Armengol 1975-04-27                              | 41° 27′ 04″ N, 2° 14′ 14″ E / 41.4512062869587°N,2.23716889514876°E                                                          |                                            |                                              | Modifica les dades a Wikidata |
|        | Mare de Déu del Roser de Badalona                    | Badalona | església                  |                                                                            | 41° 27′ 09″ N, 2° 13′ 43″ E / 41.452509140646°N,2.22858131231084°E 66 msnm                                                   |                                            | Mare de Déu del Roser de Badalona            | Modifica les dades a Wikidata |
|        | Sant Jaume de Badalona                               | Badalona | església                  |                                                                            | 41° 26′ 22″ N, 2° 13′ 56″ E / 41.439338°N,2.23213°E                                                                          | bé cultural d'interès local                | Sant Jaume de Badalona                       | Modifica les dades a Wikidata |
|        | Sant Lluís de Manresà                                | Badalona | església edifici religiós |                                                                            | 41° 27′ 43″ N, 2° 16′ 03″ E / 41.4620361328125°N,2.2674059867858887°E ca:Murillo, 22                                         |                                            | Sant Lluís de Manresà                        | Modifica les dades a Wikidata |
|        | Sant Onofre de Badalona                              | Badalona | església ermita           | Estil: gòtic tardà 1498                                                    | 41° 28′ 24″ N, 2° 13′ 02″ E / 41.473444°N,2.217194°E ca:Serrat de les Ermites 269 msnm                                       |                                            | Sant Onofre de Badalona                      | Modifica les dades a Wikidata |
|        | Sant Pau                                             | Badalona | església                  |                                                                            | 41° 26′ 45″ N, 2° 14′ 10″ E / 41.4459293240315°N,2.23602160639485°E                                                          |                                            |                                              | Modifica les dades a Wikidata |
|        | Sant Roc                                             | Badalona | església                  |                                                                            | 41° 26′ 06″ N, 2° 13′ 25″ E / 41.4350277727165°N,2.22353381422799°E                                                          |                                            |                                              | Modifica les dades a Wikidata |
|        | Sant Salvador de la Capella                          | Badalona | església                  |                                                                            | Llefià |                                            |                                              | Modifica les dades a Wikidata |
|        | Sant Sebastià                                        | Badalona | església                  |                                                                            | 41° 27′ 57″ N, 2° 14′ 59″ E / 41.4658805080912°N,2.24966644302745°E                                                          |                                            |                                              | Modifica les dades a Wikidata |
|        | Santa Clara                                          | Badalona | església                  |                                                                            | 41° 27′ 43″ N, 2° 14′ 48″ E / 41.4618072858861°N,2.2466240487561°E                                                           |                                            |                                              | Modifica les dades a Wikidata |
|        | Santa Maria de Badalona                              | Badalona | església                  | Arquitecte: Francesc Renart Estil: arquitectura neoclàssica                | 41° 27′ 09″ N, 2° 14′ 47″ E / 41.4526°N,2.24629°E ca:Plaça de Barberà                                                        | bé cultural d'interès local                | Church of Santa Maria, Badalona              | Modifica les dades a Wikidata |
|        | capella de Can Ferrater                              | Canyet   | església capella          | Estil: arquitectura neoclàssica                                            | 41° 28′ 08″ N, 2° 13′ 58″ E / 41.468877777778°N,2.2327833333333°E ca:Crtra. del Canyet (BV-5011), entrada al nucli de Canyet | bé integrant del patrimoni cultural català | Capella del Sant Crist del Canyet            | Modifica les dades a Wikidata |
|        | capella del Sant Crist de can Cabanyes               | Badalona | església capella          |                                                                            | 41° 26′ 55″ N, 2° 14′ 08″ E / 41.448633°N,2.235504°E                                                                         |                                            |                                              | Modifica les dades a Wikidata |
|        | església de Sant Crist                               | Badalona | església                  | Arquitecte: Joan Padrós i Fornaguera 1951                                  | 41° 28′ 13″ N, 2° 14′ 01″ E / 41.47025°N,2.2336666666667°E ca:Plaça Mossèn Joan Baranera s/n                                 |                                            | Church of Sant Crist del Canyet              | Modifica les dades a Wikidata |
|        | església de Sant Josep                               | Badalona | església                  | Arquitecte: Joan Amigó i Barriga Estil: modernisme català                  | 41° 26′ 43″ N, 2° 14′ 44″ E / 41.4452°N,2.24553°E ca:Plaça del Rector Rifé                                                   | bé cultural d'interès local                | Church of Sant Josep, Badalona               | Modifica les dades a Wikidata |
|        | església de la Mare de Déu de la Salut               | Badalona | església                  | Arquitecte: Joan Padrós i Fornaguera                                       | 41° 26′ 27″ N, 2° 13′ 41″ E / 41.440805°N,2.228027°E                                                                         |                                            |                                              | Modifica les dades a Wikidata |
|        | parròquia de Sant Antoni de Pàdua                    | Badalona | església                  |                                                                            | 41° 26′ 25″ N, 2° 12′ 57″ E / 41.440388°N,2.21597°E                                                                          |                                            |                                              | Modifica les dades a Wikidata |
|        | parròquia de Sant Francesc d'Assís de Badalona       | Badalona | església                  |                                                                            | 41° 27′ 28″ N, 2° 14′ 22″ E / 41.4577°N,2.23931°E 52 msnm                                                                    |                                            | Parròquia de Sant Francesc de Badalona       | Modifica les dades a Wikidata |

## estació de ferrocarril
| imatge | Nom                          | Ubicat a | instància de           | Detalls                       | coordenades                                                                                 | Protecció                   | Commons (més fotos)    | Dades a WD                    |
| ------ | ---------------------------- | -------- | ---------------------- | ----------------------------- | ------------------------------------------------------------------------------------------- | --------------------------- | ---------------------- | ----------------------------- |
|        | Estació de Badalona          | Badalona | estació de ferrocarril | Estil: arquitectura eclèctica | 41° 26′ 45″ N, 2° 14′ 56″ E / 41.445861111111114°N,2.2489444444444446°E ca:Eduard Maristany | bé cultural d'interès local | Badalona train station | Modifica les dades a Wikidata |
|        | Estació de Bufalà            | Badalona | estació de ferrocarril |                               | 41° 27′ 29″ N, 2° 14′ 28″ E / 41.4581°N,2.24102°E                                           |                             |                        | Modifica les dades a Wikidata |
|        | Estació de Montigalà-Lloreda | Badalona | estació de ferrocarril |                               | 41° 27′ 13″ N, 2° 13′ 43″ E / 41.4535°N,2.22856°E                                           |                             |                        | Modifica les dades a Wikidata |
|        | Estació de Sant Crist        | Badalona | estació de ferrocarril |                               | 41° 27′ 13″ N, 2° 14′ 03″ E / 41.4536°N,2.23415°E                                           |                             |                        | Modifica les dades a Wikidata |

## estació de metro
| imatge | Nom                              | Ubicat a | instància de                       | Detalls                                         | coordenades                                                                                        | Protecció | Commons (més fotos)              | Dades a WD                    |
| ------ | -------------------------------- | -------- | ---------------------------------- | ----------------------------------------------- | -------------------------------------------------------------------------------------------------- | --------- | -------------------------------- | ----------------------------- |
|        | Artigues \| Sant Adrià           | Badalona | estació de metro estació soterrada | 1985 Anomenat per: Artigues Sant Adrià de Besòs | 41° 26′ 00″ N, 2° 13′ 02″ E / 41.4334°N,2.2172333333333°E                                          |           | Artigues-Sant Adrià metrostation | Modifica les dades a Wikidata |
|        | Estació de Badalona Pompeu Fabra | Badalona | estació de metro estació soterrada | 2010 Anomenat per: Pompeu Fabra i Poch          | 41° 26′ 57″ N, 2° 14′ 39″ E / 41.449119444444°N,2.2442361111111°E                                  |           | Pompeu Fabra metrostation        | Modifica les dades a Wikidata |
|        | Estació de Gorg                  | Badalona | estació de metro estació soterrada | 2010 2007 Anomenat per: Gorg                    | 41° 26′ 26″ N, 2° 14′ 02″ E / 41.440461°N,2.233833°E                                               |           | Gorg metrostation                | Modifica les dades a Wikidata |
|        | Estació de Pep Ventura           | Badalona | estació de metro estació soterrada | 1985 Anomenat per: Josep Maria Ventura i Casas  | 41° 26′ 40″ N, 2° 14′ 18″ E / 41.444383333333°N,2.2383305555556°E                                  |           | Pep Ventura metrostation         | Modifica les dades a Wikidata |
|        | Estació de Sant Roc              | Badalona | estació de metro estació soterrada | 1985 Anomenat per: Sant Roc                     | 41° 26′ 07″ N, 2° 13′ 39″ E / 41.435155555556°N,2.2275°E ca:Avinguda del Marquès de Mont-Roig, 210 |           | Sant Roc metrostation            | Modifica les dades a Wikidata |

## estació soterrada
| imatge | Nom                 | Ubicat a | instància de                       | Detalls                           | coordenades                                          | Protecció | Commons (més fotos)   | Dades a WD                    |
| ------ | ------------------- | -------- | ---------------------------------- | --------------------------------- | ---------------------------------------------------- | --------- | --------------------- | ----------------------------- |
|        | Estació de Llefià   | Badalona | estació soterrada estació de metro | 2010 Anomenat per: Llefià         | 41° 26′ 29″ N, 2° 13′ 03″ E / 41.441311°N,2.217503°E |           | Llefià metrostation   | Modifica les dades a Wikidata |
|        | Estació de la Salut | Badalona | estació soterrada estació de metro | 2010-04-18 Anomenat per: la Salut | 41° 26′ 32″ N, 2° 13′ 26″ E / 41.442353°N,2.224019°E |           | La Salut metrostation | Modifica les dades a Wikidata |

## estructura arquitectònica
| imatge | Nom                              | Ubicat a | instància de              | Detalls                             | coordenades                                                                                      | Protecció | Commons (més fotos) | Dades a WD                    |
| ------ | -------------------------------- | -------- | ------------------------- | ----------------------------------- | ------------------------------------------------------------------------------------------------ | --------- | ------------------- | ----------------------------- |
|        | Centre Cultural El Carme         | Badalona | estructura arquitectònica |                                     | 41° 27′ 03″ N, 2° 14′ 55″ E / 41.45077896118164°N,2.2486560344696045°E ca:Francesc Layret, 78-82 |           |                     | Modifica les dades a Wikidata |
|        | Font de la Plaça Pau Casals      | Badalona | estructura arquitectònica | Estil: modernisme català            | 41° 27′ 05″ N, 2° 14′ 45″ E / 41.45133590698242°N,2.2458150386810303°E ca:Plaça Pau Casals       |           |                     | Modifica les dades a Wikidata |
|        | Restes del teatre romà           | Badalona | estructura arquitectònica |                                     | 41° 27′ 07″ N, 2° 14′ 45″ E / 41.45183944702149°N,2.245845079421997°E ca:Eres                    |           |                     | Modifica les dades a Wikidata |
|        | Torre Vella. Porta Renaixentista | Badalona | estructura arquitectònica | Estil: arquitectura del Renaixement | 41° 27′ 09″ N, 2° 14′ 48″ E / 41.45247650146485°N,2.2466650009155273°E ca:Plaça de Barberà, 13   |           |                     | Modifica les dades a Wikidata |

## indret
| imatge | Nom                      | Ubicat a | instància de | Detalls | coordenades                                          | Protecció | Commons (més fotos) | Dades a WD                    |
| ------ | ------------------------ | -------- | ------------ | ------- | ---------------------------------------------------- | --------- | ------------------- | ----------------------------- |
|        | Vall de Poià             | Badalona | indret       |         | 41° 28′ 17″ N, 2° 13′ 21″ E / 41.471285°N,2.222365°E |           | Vall de Poià        | Modifica les dades a Wikidata |
|        | pedrera de la Vallençana | Badalona | indret       |         | 41° 29′ 12″ N, 2° 13′ 19″ E / 41.48678°N,2.22203°E   |           | Vallençana quarry   | Modifica les dades a Wikidata |

## jaciment arqueològic
| imatge | Nom                                        | Ubicat a                       | instància de                                       | Detalls            | coordenades                                                                                                   | Protecció                                            | Commons (més fotos)                     | Dades a WD                    |
| ------ | ------------------------------------------ | ------------------------------ | -------------------------------------------------- | ------------------ | --- | ---------------------------------------------------- | --------------------------------------- | ----------------------------- |
|        | Baetulo                                    | Hispània Tarraconense Badalona | jaciment arqueològic ciutat romana                 |                    | 41° 27′ 09″ N, 2° 14′ 50″ E / 41.45248889°N,2.24726111°E 20 msnm                                              | bé d'interès cultural bé cultural d'interès nacional | Baetulo                                 | Modifica les dades a Wikidata |
|        | Casa de l'Heura                            | Badalona                       | jaciment arqueològic casa romana zona arqueològica |                    | 41° 27′ 12″ N, 2° 14′ 46″ E / 41.45344444444444°N,2.246027777777778°E ca:Carrer d'en Lladó, 55-67             | bé cultural d'interès nacional                       | Casa de l'Heura                         | Modifica les dades a Wikidata |
|        | Casa dels Dofins                           | Badalona                       | jaciment arqueològic casa romana                   |                    | 41° 27′ 12″ N, 2° 14′ 44″ E / 41.453267°N,2.24559°E ca:Lladó, 45-53                                           |                                                      | Casa dels Dofins                        | Modifica les dades a Wikidata |
|        | Conducte d'aigües de Baetulo               | Badalona                       | jaciment arqueològic                               |                    | |                                                      |                                         | Modifica les dades a Wikidata |
|        | Jardí de Quint Licini                      | Badalona                       | jaciment arqueològic jardí zona arqueològica       | 2007               | 41° 27′ 09″ N, 2° 14′ 53″ E / 41.45262197989981°N,2.248066992232855°E ca:Plaça de l'Assemblea de Catalunya, 3 | bé cultural d'interès nacional                       |                                         | Modifica les dades a Wikidata |
|        | Vil·la romana de l'Estrella                | Badalona                       | jaciment arqueològic vil·la romana                 | Superfície: 2633m² | 41° 26′ 56″ N, 2° 14′ 23″ E / 41.44888888888889°N,2.2397222222222224°E ca:Rambla de Sant Joan                 | bé integrant del patrimoni cultural català           |                                         | Modifica les dades a Wikidata |
|        | jaciment arqueològic de l'Illa Fradera     | Badalona                       | jaciment arqueològic                               |                    | 41° 26′ 56″ N, 2° 14′ 38″ E / 41.44888888888889°N,2.243888888888889°E                                         |                                                      |                                         | Modifica les dades a Wikidata |
|        | jaciment arqueològic de les Cases Verdes   | Badalona                       | jaciment arqueològic                               |                    | 41° 26′ 55″ N, 2° 14′ 31″ E / 41.44861111111111°N,2.2419444444444445°E                                        |                                                      |                                         | Modifica les dades a Wikidata |
|        | jaciment arqueològic del lateral de la C31 | Badalona                       | jaciment arqueològic                               |                    | 41° 27′ 17″ N, 2° 14′ 41″ E / 41.45472222222222°N,2.2447222222222223°E                                        |                                                      | Troballes al lateral de l’autopista C31 | Modifica les dades a Wikidata |
|        | poblat ibèric del Turó d'en Boscà          | Badalona                       | jaciment arqueològic poblat ibèric                 |                    | 41° 28′ 16″ N, 2° 14′ 29″ E / 41.471023°N,2.241484°E ca:Crtra. de Can Ruti                                    | bé d'interès cultural bé cultural d'interès nacional | Poblat ibèric del Turó d'en Boscà       | Modifica les dades a Wikidata |

## línia de metro automàtic
| imatge | Nom                             | Ubicat a                                                                                   | instància de                                             | Detalls            | coordenades                                                            | Protecció | Commons (més fotos)     | Dades a WD                    |
| ------ | ------------------------------- | ------------------------------------------------------------------------------------------ | -------------------------------------------------------- | ------------------ | ---------------------------------------------------------------------- | --------- | ----------------------- | ----------------------------- |
|        | Línia 10 del metro de Barcelona | Barcelona Badalona                                                                         | línia de metro automàtic                                 | 2010 Llarg: 14.1km | 41° 26′ 27″ N, 2° 14′ 02″ E / 41.440833333333°N,2.2338888888889°E      |           | Barcelona Metro line 10 | Modifica les dades a Wikidata |
|        | Línia 9 del metro de Barcelona  | Barcelona Santa Coloma de Gramenet Badalona l'Hospitalet de Llobregat el Prat de Llobregat | línia de metro automàtic enllaç ferroviari de l’aeroport | Llarg: 27.9km      | 41° 24′ 24″ N, 2° 08′ 57″ E / 41.40671666666667°N,2.1490277777777775°E |           | Barcelona Metro line 9  | Modifica les dades a Wikidata |

## masia
| imatge | Nom                           | Ubicat a      | instància de     | Detalls                                   | coordenades                                                                                               | Protecció                                            | Commons (més fotos)           | Dades a WD                    |
| ------ | ----------------------------- | ------------- | ---------------- | ----------------------------------------- | --- | ---------------------------------------------------- | ----------------------------- | ----------------------------- |
|        | Ca l'Alemany                  | Canyet        | masia            | Estil: arquitectura popular Estat: ruïnós | 41° 27′ 55″ N, 2° 13′ 35″ E / 41.4653°N,2.22628°E                                                         | bé cultural d'interès local                          | Ca l'Alemany (Badalona)       | Modifica les dades a Wikidata |
|        | Ca l'Andal                    | Bufalà        | masia            | Estil: arquitectura popular               | 41° 27′ 16″ N, 2° 14′ 35″ E / 41.454459°N,2.243016°E ca:Independència / Nova Cançó                        | bé cultural d'interès local                          | Ca l'Andal (Badalona)         | Modifica les dades a Wikidata |
|        | Ca l'Arquer                   | Pomar de Dalt | masia            | Estil: arquitectura popular               | 41° 28′ 29″ N, 2° 14′ 33″ E / 41.474699°N,2.24263°E 119 msnm                                              | bé cultural d'interès local                          | Ca l'Arquer (Badalona)        | Modifica les dades a Wikidata |
|        | Ca l'Artiller                 | Badalona      | masia            |                                           | 41° 28′ 57″ N, 2° 13′ 08″ E / 41.4826103637812°N,2.21901328863589°E                                       |                                                      |                               | Modifica les dades a Wikidata |
|        | Ca l'Umbert                   | Badalona      | masia            | Estil: arquitectura popular 18th century  | 41° 26′ 58″ N, 2° 14′ 32″ E / 41.449556°N,2.242295°E ca:C. Santa Bàrbara, 61 12 msnm                      | bé cultural d'interès local                          | Ca l'Umbert (Badalona)        | Modifica les dades a Wikidata |
|        | Ca n'Oms                      | Badalona      | masia            |                                           | 41° 28′ 42″ N, 2° 13′ 48″ E / 41.4783434405982°N,2.23008360074966°E                                       |                                                      |                               | Modifica les dades a Wikidata |
|        | Cal Dimoni                    | Badalona      | masia            | Estil: arquitectura popular 15th century  | 41° 28′ 33″ N, 2° 13′ 44″ E / 41.475942°N,2.228946°E ca:Antic camí a Vallensana, Canyet 159 msnm          | bé cultural d'interès local                          | Cal Dimoni                    | Modifica les dades a Wikidata |
|        | Can Banús                     | Bufalà        | masia            | 18th century                              | 41° 27′ 45″ N, 2° 14′ 13″ E / 41.462583333333335°N,2.236972222222222°E ca:Muntaner, s/n                   |                                                      |                               | Modifica les dades a Wikidata |
|        | Can Barbeta                   | Badalona      | masia            |                                           | 41° 28′ 55″ N, 2° 14′ 07″ E / 41.4820441530891°N,2.23528613832863°E                                       |                                                      |                               | Modifica les dades a Wikidata |
|        | Can Barriga                   | Badalona      | masia            | Estil: arquitectura popular               | 41° 27′ 24″ N, 2° 14′ 27″ E / 41.45672607421875°N,2.2408299446105957°E ca:Av. Martí Pujol, 457-459        | bé cultural d'interès local                          | Can Barriga                   | Modifica les dades a Wikidata |
|        | Can Blanch de les Eres        | Badalona      | masia            | Estil: arquitectura popular 17th century  | 41° 27′ 06″ N, 2° 14′ 44″ E / 41.451801°N,2.245677°E ca:Eres, 24-28 22 msnm                               | bé cultural d'interès local                          | Can Blanch de les Eres        | Modifica les dades a Wikidata |
|        | Can Bofí Vell                 | Montigalà     | masia casa forta | Estil: arquitectura popular               | 41° 27′ 19″ N, 2° 14′ 02″ E / 41.455361°N,2.233806°E ca:Travessera de Montigalà                           | bé d'interès cultural bé cultural d'interès nacional | Can Bofí Vell                 | Modifica les dades a Wikidata |
|        | Can Bosc                      | Badalona      | masia            |                                           | 41° 28′ 27″ N, 2° 14′ 47″ E / 41.4741823678982°N,2.24645681661913°E                                       |                                                      |                               | Modifica les dades a Wikidata |
|        | Can Boscà (Torre Nova)        | Badalona      | masia            |                                           | 41° 27′ 17″ N, 2° 14′ 38″ E / 41.454795837402344°N,2.243786096572876°E ca:Nova Cançó, 1                   |                                                      |                               | Modifica les dades a Wikidata |
|        | Can Bufalà                    | Bufalà        | masia            | Estat: enderrocat o destruït              | |                                                      |                               | Modifica les dades a Wikidata |
|        | Can Butinyà                   | Canyet        | masia            | Estil: arquitectura popular               | 41° 27′ 48″ N, 2° 13′ 15″ E / 41.4634°N,2.22095°E ca:Camí de la Murtra                                    | bé cultural d'interès local                          | Can Butinyà                   | Modifica les dades a Wikidata |
|        | Can Cabanyes                  | Badalona      | masia            | Estil: neoclassicisme                     | 41° 26′ 54″ N, 2° 14′ 06″ E / 41.4483°N,2.23502°E ca:Rbla. Sant Joan, 59-77                               | bé cultural d'interès local                          | Can Cabanyes (Badalona)       | Modifica les dades a Wikidata |
|        | Can Cabra                     | Badalona      | masia            |                                           | 41° 28′ 24″ N, 2° 14′ 37″ E / 41.4732080828366°N,2.24348599551476°E                                       |                                                      |                               | Modifica les dades a Wikidata |
|        | Can Campmany                  | Badalona      | masia            |                                           | 41° 28′ 19″ N, 2° 14′ 06″ E / 41.4718731356253°N,2.23503442989704°E                                       |                                                      |                               | Modifica les dades a Wikidata |
|        | Can Canyadó                   | Canyadó       | masia casa forta | Estil: arquitectura popular               | 41° 27′ 30″ N, 2° 15′ 25″ E / 41.458214°N,2.256988°E ca:Pompeu Fabra, 28-50                               | bé d'interès cultural bé cultural d'interès nacional | Can Canyadó                   | Modifica les dades a Wikidata |
|        | Can Castellet                 | Badalona      | masia            |                                           | 41° 28′ 10″ N, 2° 14′ 38″ E / 41.4695715755941°N,2.24386359273532°E                                       |                                                      |                               | Modifica les dades a Wikidata |
|        | Can Cervera                   | Badalona      | masia            |                                           | 41° 28′ 15″ N, 2° 13′ 51″ E / 41.4709448367899°N,2.23090168033591°E                                       |                                                      |                               | Modifica les dades a Wikidata |
|        | Can Claris                    | Badalona      | masia            | Estat: enderrocat o destruït              | 41° 26′ 37″ N, 2° 13′ 59″ E / 41.443622°N,2.233047°E                                                      |                                                      | Can Claris (masia)            | Modifica les dades a Wikidata |
|        | Can Coll                      | Badalona      | masia            | 1930                                      | 41° 28′ 27″ N, 2° 14′ 03″ E / 41.47424849448631°N,2.2340792870900983°E ca:Carretera de Canyet, 73         |                                                      |                               | Modifica les dades a Wikidata |
|        | Can Colomer                   | Pomar de Dalt | masia            | Estil: arquitectura popular 16th century  | 41° 28′ 23″ N, 2° 14′ 48″ E / 41.4731°N,2.24655°E 113 msnm                                                | bé cultural d'interès local                          | Can Colomer (Badalona)        | Modifica les dades a Wikidata |
|        | Can Comes                     | Badalona      | masia            |                                           | 41° 28′ 51″ N, 2° 14′ 04″ E / 41.4807417737446°N,2.23448696568837°E                                       |                                                      |                               | Modifica les dades a Wikidata |
|        | Can Devesa Nou                | Badalona      | masia            |                                           | 41° 28′ 52″ N, 2° 12′ 50″ E / 41.4810258920507°N,2.21384594546795°E                                       |                                                      |                               | Modifica les dades a Wikidata |
|        | Can Farigola                  | Badalona      | masia            | Estil: arquitectura popular 18th century  | 41° 27′ 07″ N, 2° 14′ 46″ E / 41.451853°N,2.24619°E ca:C. de les Eres, 1 20 msnm                          | bé cultural d'interès local                          | Can Farigola (Badalona)       | Modifica les dades a Wikidata |
|        | Can Ferrater                  | Canyet        | masia            | Estil: arquitectura popular               | 41° 28′ 08″ N, 2° 14′ 00″ E / 41.468773°N,2.233344°E ca:Crtra. de Canyet                                  | bé cultural d'interès local                          | Can Ferrater                  | Modifica les dades a Wikidata |
|        | Can Geperut                   | Badalona      | masia            |                                           | 41° 28′ 53″ N, 2° 13′ 05″ E / 41.4815052062861°N,2.21809228657316°E                                       |                                                      |                               | Modifica les dades a Wikidata |
|        | Can Grapa                     | Badalona      | masia            |                                           | 41° 28′ 23″ N, 2° 13′ 59″ E / 41.4730312467582°N,2.23310460772897°E ca:Barri de Canyet                    |                                                      | Can Grapa                     | Modifica les dades a Wikidata |
|        | Can Llagosta                  | Badalona      | masia            | Estat: enderrocat o destruït              | 41° 26′ 59″ N, 2° 14′ 48″ E / 41.449788888889°N,2.2466305555556°E                                         |                                                      | Can Llagosta                  | Modifica les dades a Wikidata |
|        | Can Miravitges                | Pomar de Dalt | masia            | Estil: arquitectura popular               | 41° 28′ 30″ N, 2° 14′ 31″ E / 41.475023°N,2.241908°E 130 msnm                                             | bé cultural d'interès local                          | Can Miravitges                | Modifica les dades a Wikidata |
|        | Can Mora                      | Canyet        | masia            | Estil: arquitectura popular               | 41° 28′ 11″ N, 2° 13′ 52″ E / 41.469598°N,2.231076°E ca:Camí de Sant Jeroni de la Murtra                  | bé cultural d'interès local                          | Can Móra (Badalona)           | Modifica les dades a Wikidata |
|        | Can Nadal                     | Badalona      | masia            |                                           | 41° 28′ 19″ N, 2° 13′ 58″ E / 41.4720204213303°N,2.23280514315602°E                                       |                                                      | Can Nadal (Badalona)          | Modifica les dades a Wikidata |
|        | Can Parrot                    | Badalona      | masia            |                                           | 41° 28′ 50″ N, 2° 14′ 01″ E / 41.4806015695037°N,2.23372204399863°E                                       |                                                      |                               | Modifica les dades a Wikidata |
|        | Can Peixau                    | Badalona      | masia            | Estat: enderrocat o destruït              | 41° 26′ 49″ N, 2° 14′ 19″ E / 41.44694444444445°N,2.238611111111111°E                                     |                                                      |                               | Modifica les dades a Wikidata |
|        | Can Pontons                   | Badalona      | masia            |                                           | 41° 27′ 51″ N, 2° 14′ 25″ E / 41.4642691796165°N,2.24021304778561°E ca:Independència                      |                                                      |                               | Modifica les dades a Wikidata |
|        | Can Pujol                     | Canyet        | masia            | Estil: arquitectura popular 18th century  | 41° 28′ 23″ N, 2° 13′ 56″ E / 41.4731°N,2.23229°E 131 msnm                                                | bé cultural d'interès local                          | Can Pujol (Badalona)          | Modifica les dades a Wikidata |
|        | Can Rafaller                  | Badalona      | masia            |                                           | 41° 28′ 54″ N, 2° 13′ 11″ E / 41.48158799598°N,2.21967236877614°E                                         |                                                      |                               | Modifica les dades a Wikidata |
|        | Can Rocasalva                 | Badalona      | masia            | Estil: arquitectura popular 18th century  | 41° 27′ 10″ N, 2° 14′ 46″ E / 41.452898°N,2.246159°E ca:Pl. de l'Oli, 1 24 msnm                           | bé cultural d'interès local                          | Can Rocasalva                 | Modifica les dades a Wikidata |
|        | Can Ros                       | Badalona      | masia            |                                           | 41° 28′ 21″ N, 2° 13′ 55″ E / 41.4726370881222°N,2.23207929897671°E                                       |                                                      | Can Ros (Badalona)            | Modifica les dades a Wikidata |
|        | Can Rovira                    | Badalona      | masia            | Estil: arquitectura popular 18th century  | 41° 27′ 02″ N, 2° 14′ 37″ E / 41.450542°N,2.243495°E ca:C. del Rector, 40-44 14 msnm                      | bé cultural d'interès local                          | Can Rovira (Badalona)         | Modifica les dades a Wikidata |
|        | Can Sabata                    | Badalona      | masia            |                                           | 41° 28′ 38″ N, 2° 13′ 58″ E / 41.4771542317484°N,2.23274460260071°E                                       |                                                      |                               | Modifica les dades a Wikidata |
|        | Can Tiano                     | Badalona      | masia            |                                           | 41° 28′ 07″ N, 2° 14′ 05″ E / 41.4687184023428°N,2.23471225119021°E                                       |                                                      |                               | Modifica les dades a Wikidata |
|        | Can Tiranasi                  | Badalona      | masia            | Estil: arquitectura popular 18th century  | 41° 27′ 06″ N, 2° 14′ 47″ E / 41.45164°N,2.246264°E ca:C. Sant Sebastià, 12 20 msnm                       | bé cultural d'interès local                          | Can Tiranasi                  | Modifica les dades a Wikidata |
|        | Can Torres                    | Badalona      | masia            |                                           | 41° 28′ 56″ N, 2° 13′ 48″ E / 41.4821613867888°N,2.22990665157939°E                                       |                                                      |                               | Modifica les dades a Wikidata |
|        | Can Trencalòs                 | Badalona      | masia            |                                           | 41° 28′ 08″ N, 2° 15′ 06″ E / 41.4688115612948°N,2.2516086079581°E                                        |                                                      |                               | Modifica les dades a Wikidata |
|        | Can Trons                     | Canyet        | masia            | Estil: arquitectura popular 16th century  | 41° 28′ 30″ N, 2° 13′ 45″ E / 41.475131°N,2.229231°E 167 msnm                                             | bé cultural d'interès local                          | Can Trons                     | Modifica les dades a Wikidata |
|        | Can Tàpies                    | Badalona      | masia            | Estat: enderrocat o destruït              | 41° 40′ 18″ N, 2° 24′ 35″ E / 41.67177820174272°N,2.40967088521573°E                                      |                                                      | Can Tàpies (Badalona)         | Modifica les dades a Wikidata |
|        | Can Valls                     | Badalona      | masia            | Estat: enderrocat o destruït              | |                                                      | Can Valls (Badalona)          | Modifica les dades a Wikidata |
|        | Can Vestit                    | Badalona      | masia            |                                           | 41° 28′ 28″ N, 2° 14′ 44″ E / 41.4744294536393°N,2.24567547905459°E                                       |                                                      |                               | Modifica les dades a Wikidata |
|        | Mas Amigó                     | Canyet        | masia            | Estil: arquitectura popular               | 41° 28′ 16″ N, 2° 13′ 54″ E / 41.471111111111114°N,2.2316666666666665°E                                   | bé cultural d'interès local                          | Mas Amigó (Badalona)          | Modifica les dades a Wikidata |
|        | Mas Boscà                     | Pomar de Dalt | masia            | Estil: arquitectura popular               | 41° 28′ 19″ N, 2° 14′ 39″ E / 41.4719°N,2.24406°E 114 msnm                                                | bé cultural d'interès local                          | Mas Boscà (Badalona)          | Modifica les dades a Wikidata |
|        | Mas Jornet                    | Badalona      | masia            |                                           | 41° 28′ 11″ N, 2° 13′ 49″ E / 41.46975°N,2.2301944444444444°E                                             |                                                      |                               | Modifica les dades a Wikidata |
|        | Mas Oliver                    | Canyet        | masia            | Estil: arquitectura popular               | 41° 28′ 29″ N, 2° 13′ 52″ E / 41.474802°N,2.231118°E ca:Camí de Mas Oliver i Ctra. de Badalona a Montcada | bé cultural d'interès local                          | Mas Oliver (Badalona)         | Modifica les dades a Wikidata |
|        | Mas Ram                       | Badalona      | masia            | Estil: historicisme arquitectònic         | 41° 28′ 34″ N, 2° 15′ 08″ E / 41.476058°N,2.2521°E                                                        | bé cultural d'interès local                          | Mas Ram (masia)               | Modifica les dades a Wikidata |
|        | Masia Casas                   | Badalona      | masia            | Estil: arquitectura popular               | 41° 27′ 06″ N, 2° 14′ 42″ E / 41.451658°N,2.245044°E ca:C. Sant Sebastià 53 - c. Barcelona 19 msnm        | bé cultural d'interès local                          | Masia Casas (Badalona)        | Modifica les dades a Wikidata |
|        | Torre Montserrat              | Badalona      | masia            |                                           | 41° 28′ 06″ N, 2° 14′ 16″ E / 41.4684686350045°N,2.23779287915503°E                                       |                                                      |                               | Modifica les dades a Wikidata |
|        | castell de Godmar             | Pomar de Dalt | masia casa forta | Estil: arquitectura romànica              | 41° 28′ 28″ N, 2° 14′ 41″ E / 41.4744°N,2.24472°E ca:Crtra. de Pomar                                      | bé d'interès cultural bé cultural d'interès nacional | Castell de Godmar             | Modifica les dades a Wikidata |
|        | la Canonja                    | Badalona      | masia            |                                           | 41° 27′ 45″ N, 2° 15′ 20″ E / 41.4626126897968°N,2.25549971455875°E                                       |                                                      |                               | Modifica les dades a Wikidata |
|        | masia al carrer Sant Sebastià | Badalona      | masia            | Estil: arquitectura popular 18th century  | 41° 27′ 06″ N, 2° 14′ 43″ E / 41.451632°N,2.245358°E ca:C. Sant Sebastià, 46 19 msnm                      | bé cultural d'interès local                          | Masia al carrer Sant Sebastià | Modifica les dades a Wikidata |

## mausoleu
| imatge | Nom                                                | Ubicat a | instància de | Detalls                                                              | coordenades                                                                                  | Protecció                   | Commons (més fotos)                                | Dades a WD                    |
| ------ | -------------------------------------------------- | -------- | ------------ | -------------------------------------------------------------------- | -------------------------------------------------------------------------------------------- | --------------------------- | -------------------------------------------------- | ----------------------------- |
|        | Panteó de la família Bosch                         | Badalona | mausoleu     | Arquitecte: Joan Amigó i Barriga Estil: arquitectura modernista 1907 | 41° 27′ 20″ N, 2° 14′ 57″ E / 41.455555555556°N,2.2491666666667°E ca:Riera de Matamoros, s/n | bé cultural d'interès local | Cementiri del Sant Crist                           | Modifica les dades a Wikidata |
|        | Tomba de Francesc d'Assís Guixeras Viñas i família | Badalona | mausoleu     | Estil: arquitectura modernista                                       |                                                                                              |                             | Tomba de Francesc d'Assís Guixeras Viñas i família | Modifica les dades a Wikidata |

## mercat cobert
| imatge | Nom                | Ubicat a | instància de  | Detalls                                                          | coordenades                                                                                | Protecció                   | Commons (més fotos) | Dades a WD                    |
| ------ | ------------------ | -------- | ------------- | ---------------------------------------------------------------- | ------------------------------------------------------------------------------------------ | --------------------------- | ------------------- | ----------------------------- |
|        | Mercat Torner      | Badalona | mercat cobert | Arquitecte: Josep Fradera i Botey Estil: arquitectura modernista | 41° 26′ 42″ N, 2° 14′ 28″ E / 41.4449°N,2.24111°E ca:Torner / Güell i Ferrer / Providència | bé cultural d'interès local | Mercat Torner       | Modifica les dades a Wikidata |
|        | Mercat de Sant Roc | Badalona | mercat cobert |                                                                  | 41° 26′ 16″ N, 2° 13′ 37″ E / 41.437831°N,2.226808°E                                       |                             |                     | Modifica les dades a Wikidata |
|        | mercat Maignon     | Badalona | mercat cobert | Arquitecte: Pere Falqués i Urpí Estil: modernisme català 1899    | 41° 26′ 54″ N, 2° 14′ 51″ E / 41.44829°N,2.247511°E ca:Arnús, 1 i Pl. Maignon              | bé cultural d'interès local | Mercat Maignon      | Modifica les dades a Wikidata |

## monument
| imatge | Nom                              | Ubicat a | instància de | Detalls                                                                                               | coordenades | Protecció | Commons (més fotos)      | Dades a WD                    |
| ------ | -------------------------------- | -------- | ------------ | --- | --- | --------- | ------------------------ | ----------------------------- |
|        | L'altre Maria                    | Badalona | monument     | | 41° 27′ 35″ N, 2° 16′ 02″ E / 41.45974213011837°N,2.2671800851821904°E ca:Passeig Marítim front a la plaça de Josep Pla |           |                          | Modifica les dades a Wikidata |
|        | Monument a Roca Pi               | Badalona | monument     | | 41° 26′ 56″ N, 2° 15′ 07″ E / 41.4488410949707°N,2.252031087875366°E ca:Rambla                                          |           | Monument a Roca i Pi     | Modifica les dades a Wikidata |
|        | Monument de Cuba al poble català | Badalona | monument     | | 41° 27′ 05″ N, 2° 14′ 16″ E / 41.45143182752952°N,2.237648963928223°E                                                   |           |                          | Modifica les dades a Wikidata |
|        | Nens Saltant                     | Badalona | monument     | | 41° 27′ 01″ N, 2° 15′ 14″ E / 41.45030212402344°N,2.254020929336548°E ca:Pg. Rambla                                     |           |                          | Modifica les dades a Wikidata |
|        | monument a Evarist Arnús         | Badalona | monument     | Creador: Torquat Tasso i Nadal 1895 Estat: enderrocat o destruït Dedicat a: Evarist Arnús i de Ferrer | |           | Monument a Evarist Arnús | Modifica les dades a Wikidata |

## muntanya
| imatge | Nom                 | Ubicat a                                              | instància de  | Detalls                           | coordenades                                                         | Protecció | Commons (més fotos)       | Dades a WD                    |
| ------ | ------------------- | ----------------------------------------------------- | ------------- | --------------------------------- | ------------------------------------------------------------------- | --------- | ------------------------- | ----------------------------- |
|        | Montigalà           | Badalona                                              | muntanya      |                                   | 41° 27′ 53″ N, 2° 13′ 52″ E / 41.46477778°N,2.23114167°E 152 msnm   |           | Turó de Montigalà         | Modifica les dades a Wikidata |
|        | Muntanya de l'Amigó | Tiana Badalona Sant Fost de Campsentelles             | muntanya      |                                   | 41° 29′ 29″ N, 2° 14′ 23″ E / 41.49146667°N,2.23967222°E 463.6 msnm |           |                           | Modifica les dades a Wikidata |
|        | Puigfred            | Badalona                                              | muntanya turó |                                   | 41° 26′ 56″ N, 2° 13′ 23″ E / 41.448861111111114°N,2.223°E 80 msnm  |           |                           | Modifica les dades a Wikidata |
|        | Serra d'en Mena     | Badalona Santa Coloma de Gramenet                     | muntanya      |                                   | 41° 26′ 44″ N, 2° 13′ 29″ E / 41.445556°N,2.224722°E                |           |                           | Modifica les dades a Wikidata |
|        | Turó d'en Boscà     | Badalona                                              | muntanya      |                                   | 41° 28′ 15″ N, 2° 14′ 27″ E / 41.47085833°N,2.24092222°E 197.7 msnm |           |                           | Modifica les dades a Wikidata |
|        | Turó d'en Caritg    | Badalona                                              | muntanya      | Anomenat per: Josep Caritg i Arnó | 41° 26′ 45″ N, 2° 13′ 40″ E / 41.445861°N,2.227778°E 71 msnm        |           | Turó d'en Caritg          | Modifica les dades a Wikidata |
|        | Turó d'en Folc      | Badalona                                              | muntanya      |                                   | 41° 28′ 12″ N, 2° 14′ 23″ E / 41.4701°N,2.23959°E 184.7 msnm        |           |                           | Modifica les dades a Wikidata |
|        | Turó d'en Peixau    | Badalona                                              | muntanya turó |                                   |                                                                     |           |                           | Modifica les dades a Wikidata |
|        | Turó d'en Seriol    | Badalona                                              | muntanya      |                                   | 41° 28′ 16″ N, 2° 15′ 34″ E / 41.4711°N,2.25934°E 170 msnm          |           | Turó d'en Seriol          | Modifica les dades a Wikidata |
|        | Turó de Fra Rafel   | Badalona Sant Fost de Campsentelles                   | muntanya      |                                   | 41° 29′ 25″ N, 2° 14′ 45″ E / 41.49028°N,2.245881°E 413.2 msnm      |           |                           | Modifica les dades a Wikidata |
|        | Turó de l'Home      | Badalona Tiana                                        | muntanya      |                                   | 41° 29′ 11″ N, 2° 14′ 43″ E / 41.48631111°N,2.24536944°E 362 msnm   |           | Turó de l'Home (Badalona) | Modifica les dades a Wikidata |
|        | el Pi Candeler      | Montcada i Reixac Badalona Sant Fost de Campsentelles | muntanya      |                                   | 41° 29′ 33″ N, 2° 13′ 29″ E / 41.4924°N,2.22461°E 463 msnm          |           | El Pi Candeler            | Modifica les dades a Wikidata |
|        | la Coscollada       | Badalona Sant Fost de Campsentelles                   | muntanya      |                                   | 41° 29′ 30″ N, 2° 13′ 44″ E / 41.49155278°N,2.22895556°E 466 msnm   |           | La Coscollada             | Modifica les dades a Wikidata |
|        | serra de Can Mas    | Badalona                                              | muntanya      | Llarg: 0.8km                      | 41° 28′ 24″ N, 2° 13′ 23″ E / 41.47324167°N,2.22296389°E 257.9 msnm |           |                           | Modifica les dades a Wikidata |
|        | turó d'en Rosés     | Badalona                                              | muntanya      |                                   | 41° 27′ 06″ N, 2° 14′ 47″ E / 41.4518°N,2.24648°E 26.8 msnm         |           |                           | Modifica les dades a Wikidata |
|        | turó de l'Enric     | Badalona                                              | muntanya      |                                   | 41° 27′ 55″ N, 2° 14′ 40″ E / 41.46531°N,2.244499°E                 |           | Turó de l'Enric           | Modifica les dades a Wikidata |

## nucli de població
| imatge | Nom                        | Ubicat a | instància de      | Detalls          | coordenades                                                       | Protecció | Commons (més fotos)        | Dades a WD                    |
| ------ | -------------------------- | -------- | ----------------- | ---------------- | ----------------------------------------------------------------- | --------- | -------------------------- | ----------------------------- |
|        | Bufalà                     | Badalona | nucli de població | Superfície: 3km² | 41° 27′ 30″ N, 2° 14′ 31″ E / 41.45823°N,2.242026°E               |           | Bufalà                     | Modifica les dades a Wikidata |
|        | Casagemes                  | Badalona | nucli de població |                  | 41° 27′ 06″ N, 2° 14′ 57″ E / 41.45157222°N,2.24915°E             |           | Casagemes                  | Modifica les dades a Wikidata |
|        | Gorg                       | Badalona | nucli de població |                  | 41° 26′ 29″ N, 2° 14′ 11″ E / 41.441292°N,2.236406°E              |           | Gorg (Badalona)            | Modifica les dades a Wikidata |
|        | Morera                     | Badalona | nucli de població |                  | 41° 27′ 40″ N, 2° 14′ 38″ E / 41.461°N,2.24383°E                  |           | Morera (Badalona)          | Modifica les dades a Wikidata |
|        | Pomar de Dalt              | Badalona | nucli de població | Superfície: 9ha  | 41° 28′ 28″ N, 2° 14′ 38″ E / 41.4745°N,2.24379°E                 |           | Pomar de Dalt              | Modifica les dades a Wikidata |
|        | Sant Crist de Can Cabanyes | Badalona | nucli de població | 10497 hab        | 41° 27′ 06″ N, 2° 14′ 09″ E / 41.4517°N,2.2357°E                  |           | Sant Crist de Can Cabanyes | Modifica les dades a Wikidata |
|        | el Mas Ram                 | Badalona | nucli de població |                  | 41° 28′ 33″ N, 2° 15′ 13″ E / 41.47583333°N,2.25361111°E          |           | Mas Ram                    | Modifica les dades a Wikidata |
|        | la Colònia Sant Jordi      | Badalona | nucli de població |                  | 41° 28′ 41″ N, 2° 14′ 05″ E / 41.477951429367°N,2.2347395131159°E |           |                            | Modifica les dades a Wikidata |

## obra escultòrica
| imatge | Nom                       | Ubicat a | instància de              | Detalls | coordenades                                                                                     | Protecció | Commons (més fotos)                    | Dades a WD                    |
| ------ | ------------------------- | -------- | ------------------------- | ------- | ----------------------------------------------------------------------------------------------- | --------- | -------------------------------------- | ----------------------------- |
|        | Escultura L'Equilibrista  | Badalona | obra escultòrica monument |         | 41° 26′ 22″ N, 2° 14′ 39″ E / 41.4395637512207°N,2.2441210746765137°E ca:Plaça del Patí de Vela |           | L'Equilibrista (Eulàlia Monès Gresely) | Modifica les dades a Wikidata |
|        | escultura d'Anís del Mono | Badalona | obra escultòrica          |         | 41° 26′ 29″ N, 2° 14′ 47″ E / 41.441378°N,2.246491°E ca:Pg. Marítim. Pont del Petroli           |           | Estàtua de l'Anís del Mono             | Modifica les dades a Wikidata |

## parc
| imatge | Nom                            | Ubicat a | instància de      | Detalls                                | coordenades                                                                        | Protecció | Commons (més fotos)            | Dades a WD                    |
| ------ | ------------------------------ | -------- | ----------------- | -------------------------------------- | ---------------------------------------------------------------------------------- | --------- | ------------------------------ | ----------------------------- |
|        | Parc de Can Barriga            | Badalona | parc              | Anomenat per: Can Barriga              | 41° 27′ 21″ N, 2° 14′ 28″ E / 41.4559°N,2.24116°E 35 msnm                          |           | Parc de Can Barriga            | Modifica les dades a Wikidata |
|        | Parc de Can Solei i Ca l'Arnús | Badalona | parc              |                                        | 41° 27′ 24″ N, 2° 15′ 11″ E / 41.456666666667°N,2.2531305555556°E ca:Sant Bru, 159 |           | Parc de Can Solei i Ca l'Arnús | Modifica les dades a Wikidata |
|        | Parc de Montigalà              | Badalona | parc              |                                        | 41° 27′ 14″ N, 2° 13′ 53″ E / 41.45398°N,2.23128°E 50 msnm                         |           | Parc de Montigalà              | Modifica les dades a Wikidata |
|        | Parc de Nelson Mandela         | Badalona | parc              | Anomenat per: Nelson Mandela           | 41° 27′ 20″ N, 2° 14′ 21″ E / 41.455527°N,2.239151°E 49 msnm                       |           | Parc de Nelson Mandela         | Modifica les dades a Wikidata |
|        | Parc de Nova Lloreda           | Badalona | parc jardí públic |                                        | 41° 27′ 01″ N, 2° 13′ 56″ E / 41.450188°N,2.232161°E Nova Lloreda 39 msnm          |           | Parc de Nova Lloreda           | Modifica les dades a Wikidata |
|        | Parc de Torrents i Lladó       | Bufalà   | parc              | Anomenat per: Joaquim Torrents i Lladó | 41° 27′ 42″ N, 2° 14′ 22″ E / 41.46176°N,2.239407°E 56 msnm                        |           | Parc de Torrents i Lladó       | Modifica les dades a Wikidata |
|        | Parc de la Bòbila              | Badalona | parc              |                                        | 41° 27′ 35″ N, 2° 14′ 43″ E / 41.459726°N,2.245145°E 45 msnm                       |           | Parc de la Bòbila              | Modifica les dades a Wikidata |
|        | Parc de la Mediterrània        | Badalona | parc              |                                        | 41° 28′ 04″ N, 2° 15′ 41″ E / 41.467904°N,2.261285°E 130 msnm                      |           | Parc de la Mediterrània        | Modifica les dades a Wikidata |
|        | Parc de la Riera de Canyadó    | Badalona | parc              |                                        | 41° 27′ 35″ N, 2° 15′ 03″ E / 41.459817°N,2.25083°E 31 msnm                        |           | Parc de la Riera de Canyadó    | Modifica les dades a Wikidata |
|        | Parc de les Muntanyetes        | Badalona | parc              |                                        | 41° 27′ 11″ N, 2° 13′ 30″ E / 41.4531°N,2.225°E 60 msnm                            |           | Parc de les Muntanyetes        | Modifica les dades a Wikidata |
|        | Parc del G4                    | Badalona | parc              |                                        | 41° 27′ 34″ N, 2° 13′ 57″ E / 41.459528°N,2.232583°E 72 msnm                       |           | Parc del G4                    | Modifica les dades a Wikidata |
|        | Parc del G5                    | Badalona | parc              |                                        | 41° 27′ 30″ N, 2° 13′ 50″ E / 41.458251°N,2.230598°E 65 msnm                       |           | Parc del G5                    | Modifica les dades a Wikidata |
|        | Parc del Gran Sol              | Badalona | parc              |                                        | 41° 26′ 35″ N, 2° 13′ 17″ E / 41.443164°N,2.221372°E 40 msnm                       |           | Parc del Gran Sol              | Modifica les dades a Wikidata |
|        | Parc del Turó d'en Carig       | Badalona | parc              | Anomenat per: Turó d'en Caritg         | 41° 26′ 45″ N, 2° 13′ 42″ E / 41.44585°N,2.22823°E 60 msnm                         |           | Parc del Turó d'en Carig       | Modifica les dades a Wikidata |

## platja
| imatge | Nom                              | Ubicat a | instància de                                | Detalls                | coordenades                                                             | Protecció | Commons (més fotos)              | Dades a WD                    |
| ------ | -------------------------------- | -------- | ------------------------------------------- | ---------------------- | ----------------------------------------------------------------------- | --------- | -------------------------------- | ----------------------------- |
|        | platges de Badalona              | Badalona | platja                                      |                        | 41° 25′ 46″ N, 2° 14′ 20″ E / 41.42957°N,2.23894°E                      |           | Beaches of Badalona              | Modifica les dades a Wikidata |
|        | platja de la Barca Maria         | Badalona | platja platja urbana platja d'arena daurada | Llarg: 660m Ample: 40m | 41° 27′ 26″ N, 2° 15′ 49″ E / 41.457100000081°N,2.263499999905°E        |           | Platja de la Barca Maria         | Modifica les dades a Wikidata |
|        | platja de la Marina              | Badalona | platja                                      |                        | 41° 25′ 55″ N, 2° 14′ 25″ E / 41.43186599837235°N,2.2403094933182888°E  |           |                                  | Modifica les dades a Wikidata |
|        | platja de la Mora                | Badalona | platja                                      |                        | 41° 25′ 45″ N, 2° 14′ 18″ E / 41.429033412174675°N,2.2384227952387468°E |           | Platja de la Mora                | Modifica les dades a Wikidata |
|        | platja de l’Estació              | Badalona | platja platja urbana platja d'arena daurada | Llarg: 355m Ample: 65m | 41° 26′ 42″ N, 2° 14′ 58″ E / 41.444899999874°N,2.2494000000863°E       |           | Platja de l'Estació              | Modifica les dades a Wikidata |
|        | platja del Coco                  | Badalona | platja platja nudista                       |                        | 41° 26′ 20″ N, 2° 14′ 42″ E / 41.439007832765675°N,2.2449344436617644°E |           | Platja del Coco                  | Modifica les dades a Wikidata |
|        | platja del Cristall              | Badalona | platja platja urbana platja d'arena daurada | Llarg: 300m Ample: 45m | 41° 27′ 17″ N, 2° 15′ 36″ E / 41.454600000161°N,2.2600999996238°E       |           | Platja del Cristall              | Modifica les dades a Wikidata |
|        | platja del Pont del Petroli      | Badalona | platja                                      |                        | 41° 26′ 25″ N, 2° 14′ 46″ E / 41.44028°N,2.24619°E                      |           | Platja del Pont del Petroli      | Modifica les dades a Wikidata |
|        | platja del Pont d’en Botifarreta | Badalona | platja platja urbana platja d'arena daurada | Llarg: 625m Ample: 55m | 41° 27′ 08″ N, 2° 15′ 25″ E / 41.452199999994°N,2.2569000002575°E       |           | Platja del Pont d'en Botifarreta | Modifica les dades a Wikidata |
|        | platja dels Patins de Vela       | Badalona | platja platja urbana platja d'arena daurada | Llarg: 120m Ample: 65m | 41° 26′ 46″ N, 2° 15′ 03″ E / 41.446199999959°N,2.2508000002021°E       |           | Platja dels Patins a Vela        | Modifica les dades a Wikidata |
|        | platja dels Pescadors            | Badalona | platja platja urbana platja d'arena daurada | Llarg: 470m Ample: 70m | 41° 26′ 50″ N, 2° 15′ 06″ E / 41.447300000095°N,2.2516999998274°E       |           | Platja dels Pescadors (Badalona) | Modifica les dades a Wikidata |

## plaça
| imatge | Nom                     | Ubicat a | instància de | Detalls                  | coordenades                                                                                       | Protecció                   | Commons (més fotos)                | Dades a WD                    |
| ------ | ----------------------- | -------- | ------------ | ------------------------ | ------------------------------------------------------------------------------------------------- | --------------------------- | ---------------------------------- | ----------------------------- |
|        | plaça Roja              | Badalona | plaça        | Anomenat per: plaça Roja | 41° 26′ 05″ N, 2° 13′ 33″ E / 41.43463888888889°N,2.2259444444444445°E Sant Roc                   |                             |                                    | Modifica les dades a Wikidata |
|        | plaça de Barberà        | Badalona | plaça        |                          | 41° 27′ 09″ N, 2° 14′ 48″ E / 41.452383°N,2.246581°E ca:Pl. Barberà 20 msnm                       | bé cultural d'interès local | Plaça de Barberà                   | Modifica les dades a Wikidata |
|        | plaça de Cuba           | Badalona | plaça        | 1975 Anomenat per: Cuba  | 41° 27′ 05″ N, 2° 14′ 15″ E / 41.45149436720646°N,2.2374674214958654°E Sant Crist de Can Cabanyes |                             |                                    | Modifica les dades a Wikidata |
|        | plaça de Trafalgar      | Badalona | plaça        |                          | 41° 26′ 15″ N, 2° 13′ 08″ E / 41.437516°N,2.21888°E                                               |                             | Plaça de Trafalgar, Badalona       | Modifica les dades a Wikidata |
|        | plaça de la Constitució | Badalona | plaça        |                          | 41° 27′ 08″ N, 2° 14′ 45″ E / 41.452244°N,2.245915°E                                              |                             | Plaça de la Constitució (Badalona) | Modifica les dades a Wikidata |
|        | plaça de la Plana       | Badalona | plaça        |                          | 41° 26′ 49″ N, 2° 14′ 42″ E / 41.446866°N,2.24501°E                                               |                             | Plaça de La Plana                  | Modifica les dades a Wikidata |
|        | plaça de la Vila        | Badalona | plaça        |                          | 41° 27′ 00″ N, 2° 14′ 51″ E / 41.449962°N,2.247605°E                                              |                             | Plaça de la Vila (Badalona)        | Modifica les dades a Wikidata |

## polígon industrial
| imatge | Nom                              | Ubicat a | instància de       | Detalls | coordenades                                                         | Protecció | Commons (més fotos) | Dades a WD                    |
| ------ | -------------------------------- | -------- | ------------------ | ------- | ------------------------------------------------------------------- | --------- | ------------------- | ----------------------------- |
|        | Industrial Bonavista             | Badalona | polígon industrial |         | 41° 28′ 05″ N, 2° 14′ 29″ E / 41.4681597659884°N,2.2414849182933°E  |           |                     | Modifica les dades a Wikidata |
|        | Parc comercial Montigalà         | Badalona | polígon industrial |         | 41° 27′ 32″ N, 2° 13′ 27″ E / 41.4589649791873°N,2.22419428144976°E |           |                     | Modifica les dades a Wikidata |
|        | Polígon industrial Badalona Nord | Badalona | polígon industrial |         | 41° 27′ 33″ N, 2° 15′ 44″ E / 41.4590350173188°N,2.26222197033665°E |           |                     | Modifica les dades a Wikidata |
|        | Polígon industrial Badalona Sud  | Badalona | polígon industrial |         | 41° 26′ 02″ N, 2° 13′ 57″ E / 41.4339347435919°N,2.23246381741784°E |           |                     | Modifica les dades a Wikidata |
|        | Polígon industrial Les Guixeres  | Badalona | polígon industrial |         | 41° 27′ 39″ N, 2° 15′ 15″ E / 41.4608925640263°N,2.25415434599751°E |           |                     | Modifica les dades a Wikidata |
|        | Polígon industrial Pomar de Dalt | Badalona | polígon industrial |         | 41° 28′ 08″ N, 2° 14′ 49″ E / 41.4687896954469°N,2.24687853155842°E |           |                     | Modifica les dades a Wikidata |

## pont
| imatge | Nom                   | Ubicat a | instància de          | Detalls                                                                                  | coordenades | Protecció                                  | Commons (més fotos) | Dades a WD                    |
| ------ | --------------------- | -------- | --------------------- | ---------------------------------------------------------------------------------------- | --- | ------------------------------------------ | ------------------- | ----------------------------- |
|        | Pont Vermell          | Badalona | pont pont de vianants | Arquitecte: Juli Batllevell i Arús Travessa: línia Barcelona - Mataró - Maçanet Massanes | 41° 26′ 23″ N, 2° 14′ 36″ E / 41.439697265625°N,2.243377923965454°E ca:Av. Eduard Maristany / Plaça del Patí de Vela |                                            | Pont Vermell        | Modifica les dades a Wikidata |
|        | Pont d'en Botifarreta | Badalona | pont                  |                                                                                          | 41° 27′ 06″ N, 2° 15′ 21″ E / 41.4515990491156°N,2.25587707677285°E                                                  |                                            |                     | Modifica les dades a Wikidata |
|        | Pont del Petroli      | Badalona | pont embarcador       | Estil: arquitectura popular                                                              | 41° 26′ 27″ N, 2° 14′ 51″ E / 41.4409°N,2.24739°E ca:Pg. Marítim                                                     | bé integrant del patrimoni cultural català | Pont del Petroli    | Modifica les dades a Wikidata |
|        | pont de la Cros       | Badalona | pont                  | Travessa: línia Barcelona - Mataró - Maçanet Massanes carrer d'Eduard Maristany          | 41° 26′ 00″ N, 2° 14′ 18″ E / 41.433336049807416°N,2.2382390499114995°E                                              |                                            |                     | Modifica les dades a Wikidata |

## restaurant
| imatge | Nom                   | Ubicat a | instància de       | Detalls      | coordenades                                                           | Protecció | Commons (més fotos) | Dades a WD                    |
| ------ | --------------------- | -------- | ------------------ | ------------ | --------------------------------------------------------------------- | --------- | ------------------- | ----------------------------- |
|        | Can Cinto de la Palla | Badalona | restaurant edifici |              |                                                                       |           |                     | Modifica les dades a Wikidata |
|        | Can Ramonet           | Badalona | restaurant         | 19th century | 41° 26′ 54″ N, 2° 15′ 06″ E / 41.44841666666667°N,2.251611111111111°E |           |                     | Modifica les dades a Wikidata |

## túnel
| imatge | Nom                             | Ubicat a                          | instància de | Detalls        | coordenades                                                       | Protecció | Commons (més fotos)     | Dades a WD                    |
| ------ | ------------------------------- | --------------------------------- | ------------ | -------------- | ----------------------------------------------------------------- | --------- | ----------------------- | ----------------------------- |
|        | Línia 13 del metro de Barcelona | Badalona                          | túnel        |                | 41° 27′ 04″ N, 2° 14′ 48″ E / 41.451102°N,2.246616°E              |           | Barcelona Metro line 13 | Modifica les dades a Wikidata |
|        | Túnel de la Pallaresa           | Badalona Santa Coloma de Gramenet | túnel        | Hi passa: B-20 | 41° 27′ 45″ N, 2° 13′ 20″ E / 41.462562995918°N,2.2221277303388°E |           |                         | Modifica les dades a Wikidata |

## xemeneia de fàbrica
| imatge | Nom                                    | Ubicat a | instància de        | Detalls | coordenades                                                                                               | Protecció | Commons (més fotos) | Dades a WD                    |
| ------ | -------------------------------------- | -------- | ------------------- | ------- | --- | --------- | ------------------- | ----------------------------- |
|        | xemeneia de la Llauna                  | Badalona | xemeneia de fàbrica |         | 41° 26′ 34″ N, 2° 14′ 42″ E / 41.442670079969055°N,2.2451055049896245°E                                   |           |                     | Modifica les dades a Wikidata |
|        | xemeneia de la fàbrica Le Boeuf        | Badalona | xemeneia de fàbrica |         | 41° 26′ 25″ N, 2° 14′ 32″ E / 41.44030151092327°N,2.242321372032166°E ca:plaça del Vaixell Maria Assumpta |           |                     | Modifica les dades a Wikidata |
|        | xemeneia de la fàbrica d'Anís del Mono | Badalona | xemeneia de fàbrica |         | 41° 26′ 32″ N, 2° 14′ 47″ E / 41.44227197338921°N,2.246312499046326°E                                     |           |                     | Modifica les dades a Wikidata |

## Misc
| imatge | Nom                                             | Ubicat a                          | instància de                                   | Detalls                                                                             | coordenades                                                                                        | Protecció                                            | Commons (més fotos)                     | Dades a WD                    |
| ------ | ----------------------------------------------- | --------------------------------- | ---------------------------------------------- | ----------------------------------------------------------------------------------- | -------------------------------------------------------------------------------------------------- | ---------------------------------------------------- | --------------------------------------- | ----------------------------- |
|        | Badalona                                        | Badalona                          | entitat singular de població capital municipal | 226219 hab                                                                          | 41° 27′ 09″ N, 2° 14′ 47″ E / 41.45262481°N,2.24625368°E 23 msnm                                   |                                                      |                                         | Modifica les dades a Wikidata |
|        | Canyet                                          | Badalona                          | barri administratiu                            | Superfície: 562.78ha                                                                | 41° 28′ 27″ N, 2° 14′ 07″ E / 41.47416667°N,2.23527778°E                                           |                                                      | Canyet                                  | Modifica les dades a Wikidata |
|        | Casa Consistorial de Badalona                   | Badalona                          | casa consistorial                              | Arquitecte: Francesc de Paula del Villar i Lozano Estil: historicisme arquitectònic | 41° 27′ 00″ N, 2° 14′ 51″ E / 41.4501°N,2.2476°E ca:Plaça de la Vila, 1                            | bé cultural d'interès local                          | Ajuntament de Badalona                  | Modifica les dades a Wikidata |
|        | Central tèrmica de Sant Adrià de Besòs          | Sant Adrià de Besòs Badalona      | central tèrmica xemeneia de fàbrica            | 1970s                                                                               | 41° 25′ 36″ N, 2° 14′ 05″ E / 41.42669444444444°N,2.234722222222222°E ca:Av. Eduard Maristany, 106 | bé cultural d'interès local                          | Central tèrmica de Sant Adrià de Besòs  | Modifica les dades a Wikidata |
|        | Destil·leria Anís del Mono                      | Badalona                          | destil·leria                                   | Arquitecte: Joan Amigó i Barriga Estil: arquitectura modernista 19th century        | 41° 26′ 33″ N, 2° 14′ 47″ E / 41.442482°N,2.246398°E ca:Eduard Maristany, 115                      | bé cultural d'interès local                          | Anís del Mono distillery                | Modifica les dades a Wikidata |
|        | Drogueria Boter                                 | Badalona                          | botiga                                         | Arquitecte: Joan Amigó i Barriga Estil: modernisme català                           | 41° 26′ 54″ N, 2° 14′ 56″ E / 41.448463°N,2.249027°E                                               | bé cultural d'interès local                          | Drogueria Boter                         | Modifica les dades a Wikidata |
|        | Estació de Gorg                                 | Badalona                          | parada de tramvia estació final                | Anomenat per: Gorg                                                                  | 41° 26′ 24″ N, 2° 13′ 59″ E / 41.439947°N,2.233194°E ca:Avinguda del Marquès de Mont-roig          |                                                      |                                         | Modifica les dades a Wikidata |
|        | Esteles ibèriques de Badalona                   | Badalona                          | estela                                         | -100                                                                                | 41° 27′ 09″ N, 2° 14′ 50″ E / 41.45249°N,2.24726°E Museu de Badalona                               |                                                      | Esteles ibèriques de Badalona           | Modifica les dades a Wikidata |
|        | Farmàcia Surroca                                | Badalona                          | oficina de farmàcia                            | Arquitecte: Joan Amigó i Barriga Estil: art déco 19th century                       | 41° 26′ 55″ N, 2° 14′ 56″ E / 41.448529°N,2.248807°E ca:C. del Mar, 76                             | bé cultural d'interès local                          | Farmàcia Surroca                        | Modifica les dades a Wikidata |
|        | Mulassa de Badalona                             | Badalona                          | mulassa                                        | 2020                                                                                | |                                                      |                                         | Modifica les dades a Wikidata |
|        | Pavelló Olímpic de Badalona                     | Badalona                          | estadi cobert                                  | Arquitecte: Esteve Bonell i Costa Francesc Rius i Camps 1991 Superfície: 26000m²    | 41° 26′ 33″ N, 2° 13′ 56″ E / 41.442414°N,2.232144°E ca:Av. Alfons XIII                            |                                                      | Pavelló Olímpic de Badalona             | Modifica les dades a Wikidata |
|        | Perfumeria Parera                               | Badalona                          | fàbrica                                        | 1912                                                                                | |                                                      |                                         | Modifica les dades a Wikidata |
|        | Poliesportiu Montigalà                          | Badalona                          | poliesportiu                                   |                                                                                     | 41° 27′ 11″ N, 2° 13′ 25″ E / 41.45305504073167°N,2.22359565732404°E                               |                                                      |                                         | Modifica les dades a Wikidata |
|        | Port de Badalona                                | Badalona                          | port                                           |                                                                                     | 41° 26′ 06″ N, 2° 14′ 29″ E / 41.435°N,2.24145°E                                                   |                                                      | Port of Badalona                        | Modifica les dades a Wikidata |
|        | Rectoria de Santa Maria                         | Dalt de la Vila                   | rectoria edifici residencial                   | Estil: arquitectura popular                                                         | 41° 27′ 11″ N, 2° 14′ 44″ E / 41.453058°N,2.245645°E ca:Dalt, 47 i en Lladó, 36                    | bé cultural d'interès local                          | Rectoria de Santa Maria de Badalona     | Modifica les dades a Wikidata |
|        | Sant Jeroni de la Murtra                        | Canyet                            | monestir                                       | Estil: gòtic tardà                                                                  | 41° 28′ 12″ N, 2° 13′ 16″ E / 41.4699°N,2.22105°E ca:Camí a Sant Jeroni de la Murtra               | bé d'interès cultural bé cultural d'interès nacional | Monestir de Sant Jeroni de la Murtra    | Modifica les dades a Wikidata |
|        | Serra de Mosques d'Ase                          | Santa Coloma de Gramenet Badalona | serra                                          |                                                                                     | 41° 27′ 41″ N, 2° 13′ 15″ E / 41.46133333°N,2.22080556°E 128 msnm                                  |                                                      | Serra de Mosques d'Ase                  | Modifica les dades a Wikidata |
|        | Turó d'en Seriol                                | Badalona                          | vèrtex geodèsic                                | Alt: 1.2m                                                                           | 41° 28′ 16″ N, 2° 15′ 34″ E / 41.471098°N,2.259318°E 170.795 msnm                                  |                                                      |                                         | Modifica les dades a Wikidata |
|        | antic ajuntament                                | Badalona                          | antic ajuntament                               | Estil: arquitectura popular 19th century                                            | 41° 27′ 09″ N, 2° 14′ 45″ E / 41.45238°N,2.245804°E ca:Pl. de la Constitució, 6 16 msnm            | bé cultural d'interès local                          | Antic Ajuntament (Badalona)             | Modifica les dades a Wikidata |
|        | canal del Gorg                                  | Badalona                          | canal                                          |                                                                                     | 41° 26′ 15″ N, 2° 14′ 23″ E / 41.43745026645851°N,2.2396337985992436°E                             |                                                      |                                         | Modifica les dades a Wikidata |
|        | coll de Vallmajor                               | Badalona                          | collada                                        |                                                                                     | 41° 27′ 47″ N, 2° 15′ 21″ E / 41.46295833°N,2.25593611°E 60 msnm                                   |                                                      |                                         | Modifica les dades a Wikidata |
|        | creu de Montigalà                               | Badalona                          | creu monumental                                | Arquitecte: Joan Amigó i Barriga Estil: modernisme català                           | 41° 27′ 53″ N, 2° 13′ 52″ E / 41.464741°N,2.231113°E                                               |                                                      | Creu de Montigalà                       | Modifica les dades a Wikidata |
|        | creu de terme de Sant Jeroni de la Murtra       | Badalona                          | creu de terme                                  |                                                                                     | 41° 28′ 00″ N, 2° 13′ 21″ E / 41.466776093964704°N,2.22237314957458°E                              |                                                      | Creu de terme (Badalona)                | Modifica les dades a Wikidata |
|        | fonts urbanes de ferro colat (Badalona)         | Badalona                          | font element geogràfic                         |                                                                                     | | bé cultural d'interès local                          | Fonts urbanes de ferro colat (Badalona) | Modifica les dades a Wikidata |
|        | pavelló poliesportiu de Casagemes-Albert Esteve | Badalona                          | estadi multiús                                 | Anomenat per: Albert Esteve Esteve                                                  | 41° 27′ 14″ N, 2° 15′ 23″ E / 41.4538422°N,2.256265°E                                              |                                                      |                                         | Modifica les dades a Wikidata |
|        | pedrera Piedras y Derivados                     | Badalona                          | pedrera                                        |                                                                                     | 41° 29′ 14″ N, 2° 13′ 16″ E / 41.4871920799167°N,2.22122227803897°E                                |                                                      |                                         | Modifica les dades a Wikidata |